# Cieszyn

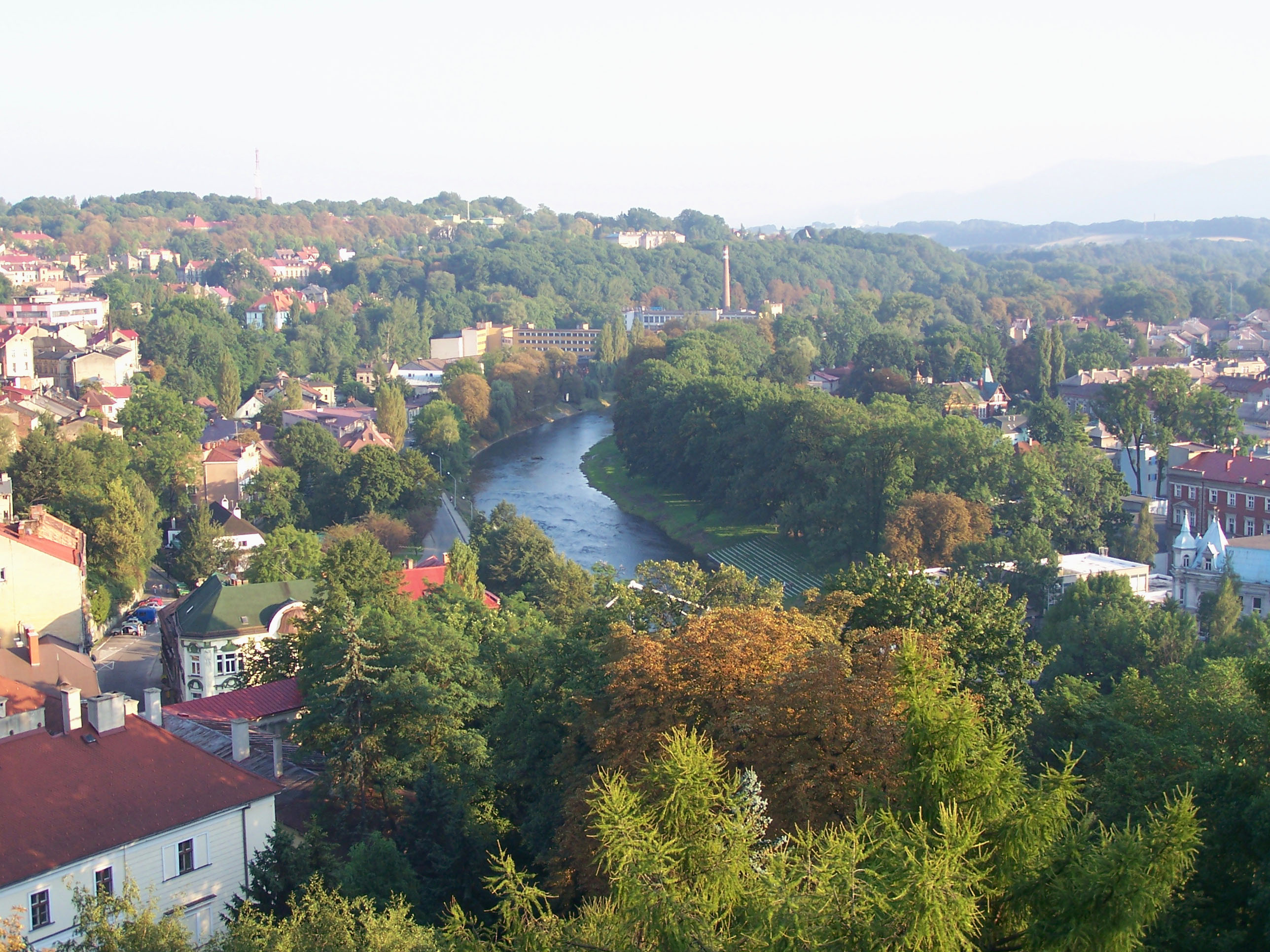
Panorama vom Piastenturm

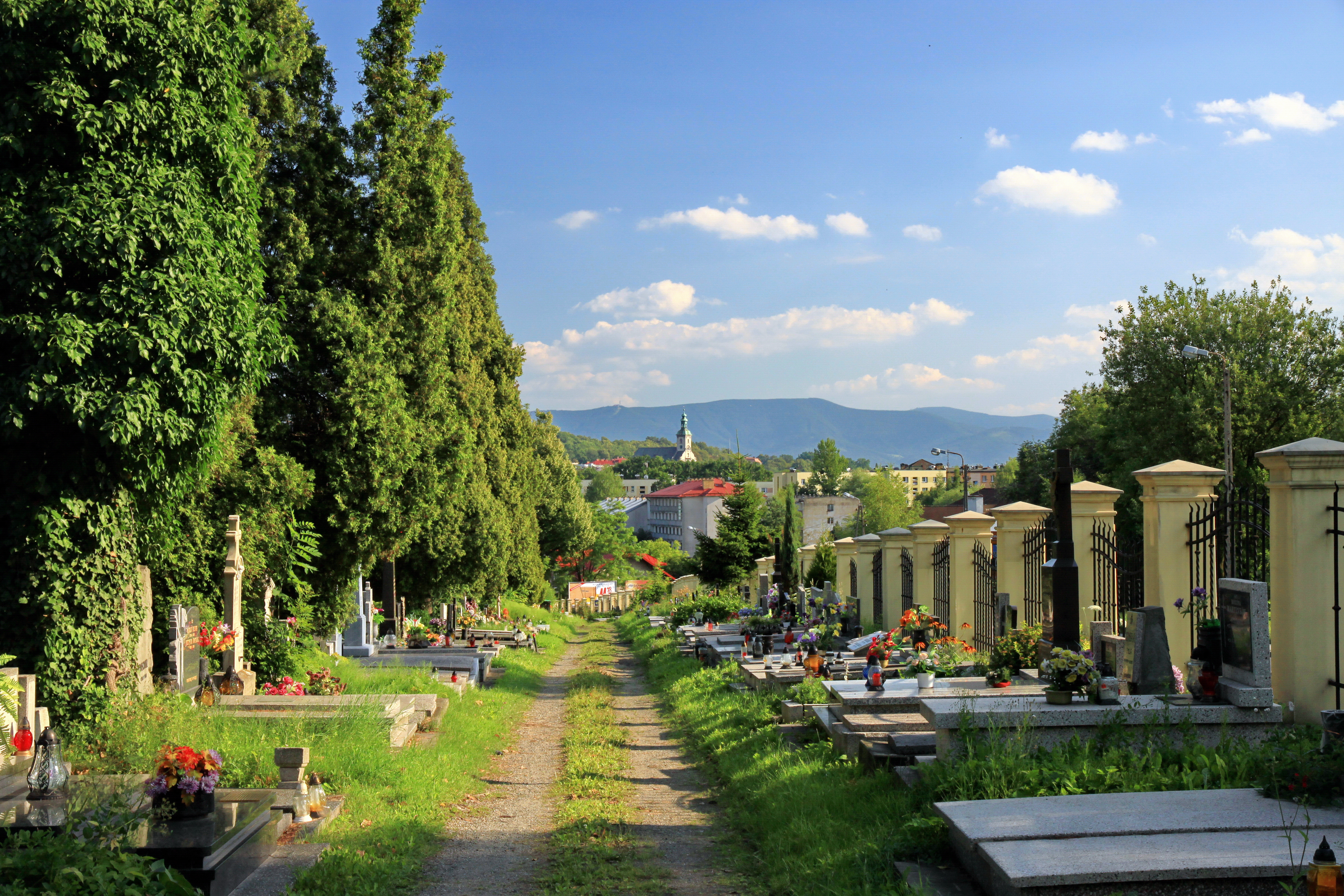
Mit Schlesischen Beskiden

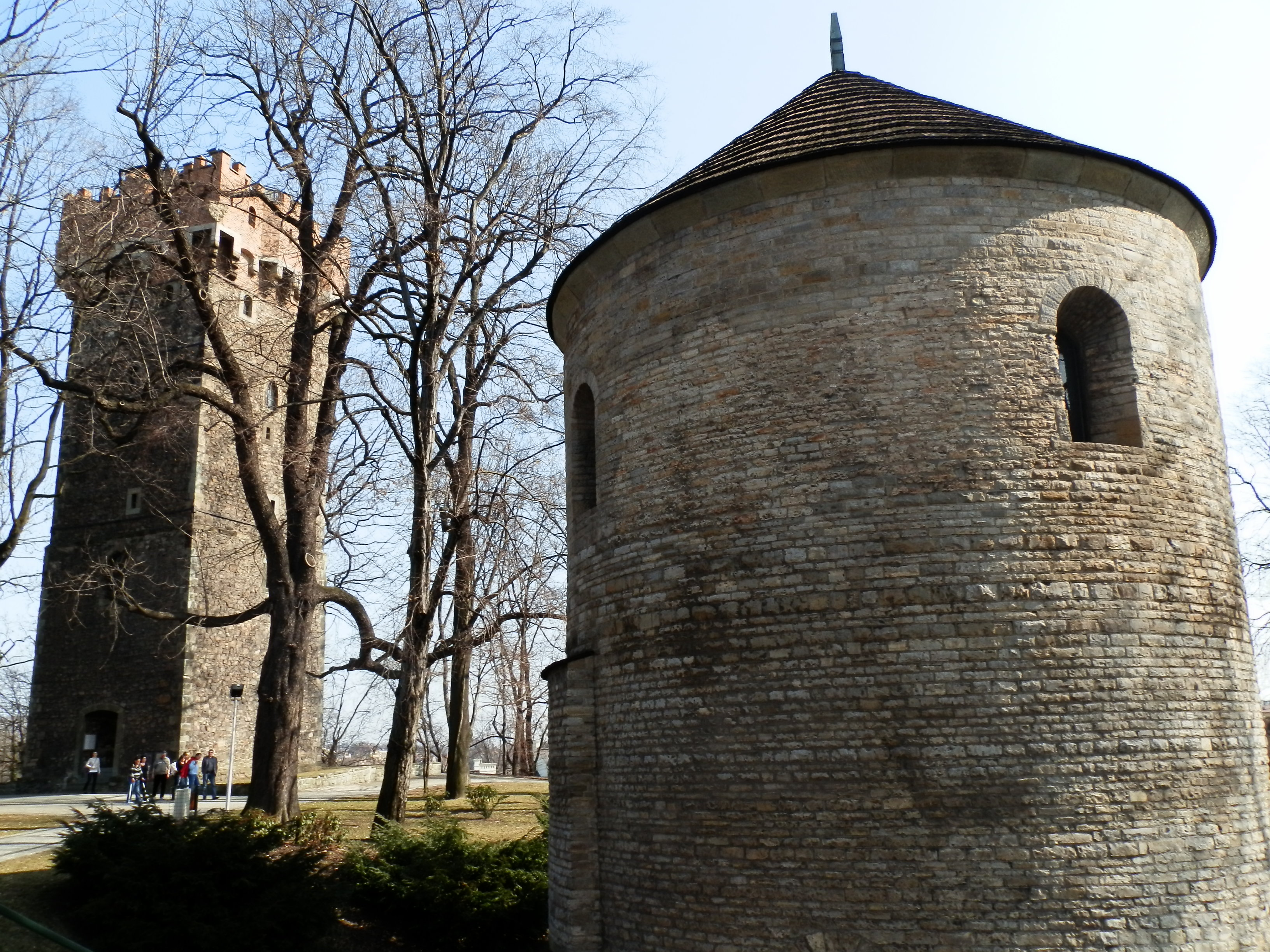
Piastenturm

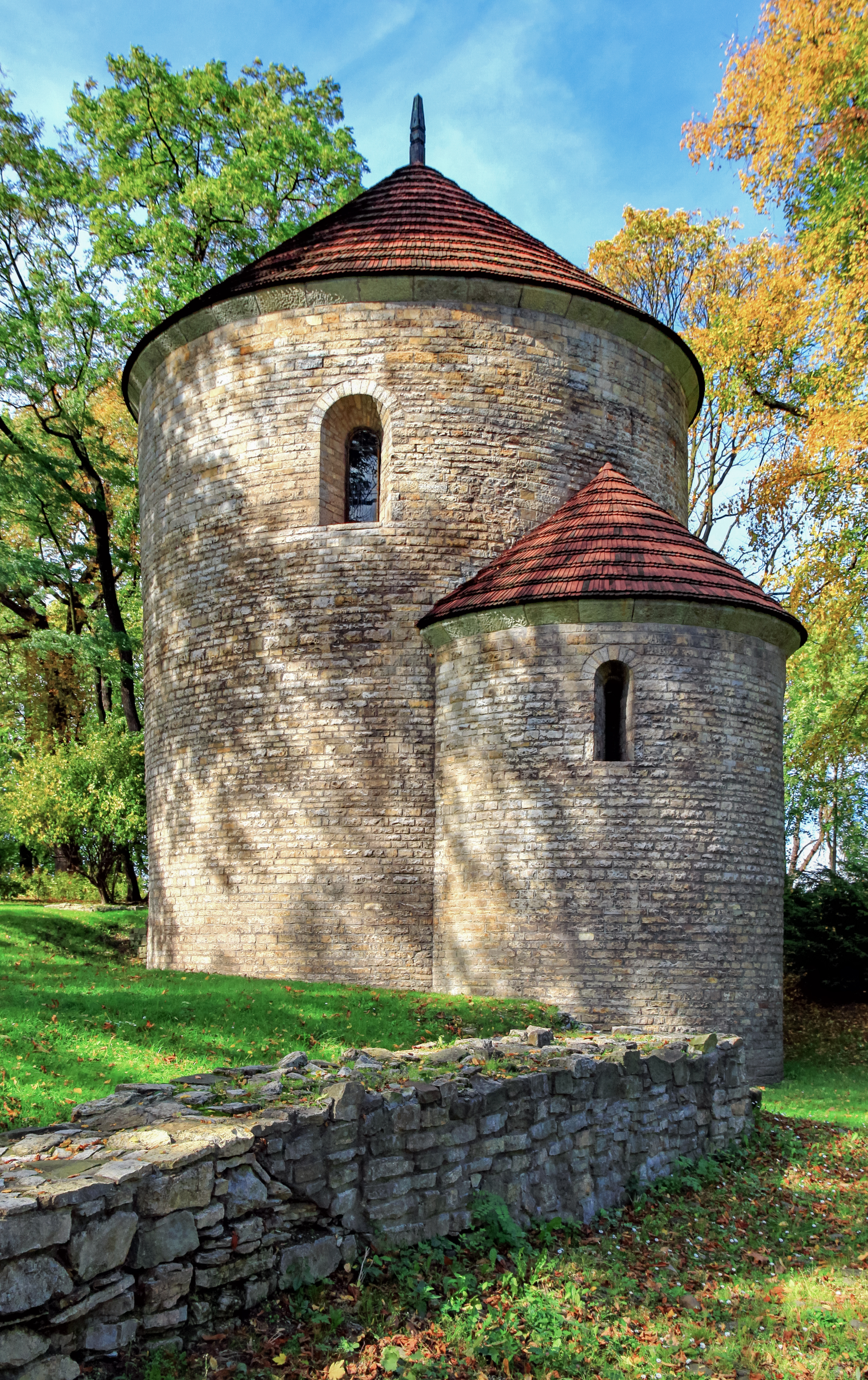
Nikolausrotunde

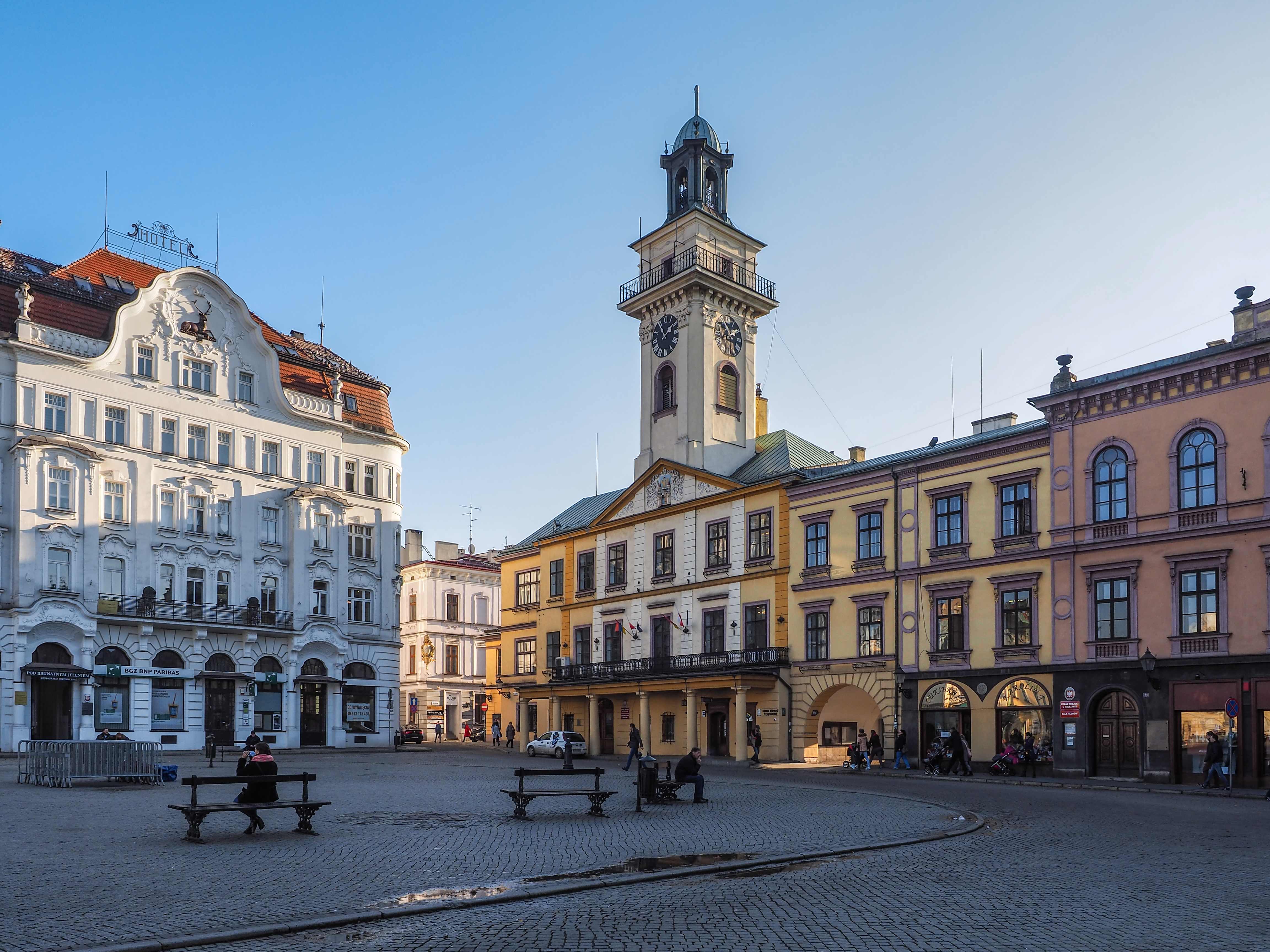
Marktplatz von Westen

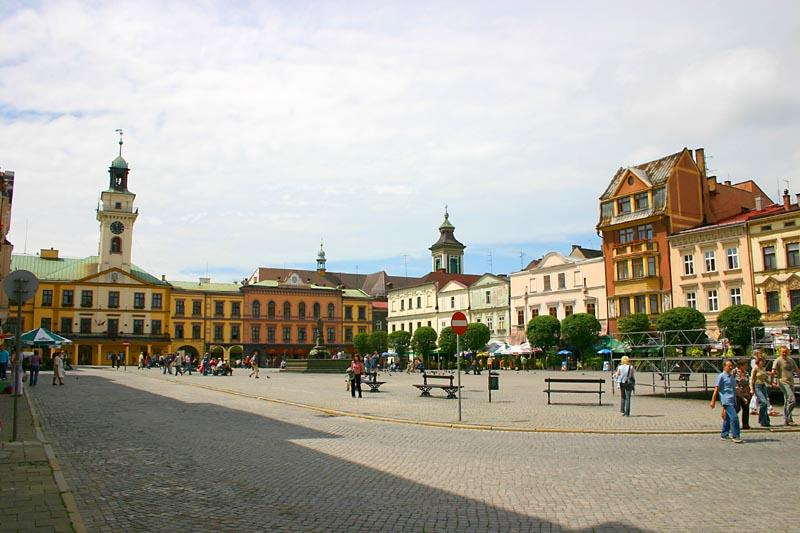
Marktplatz von Norden

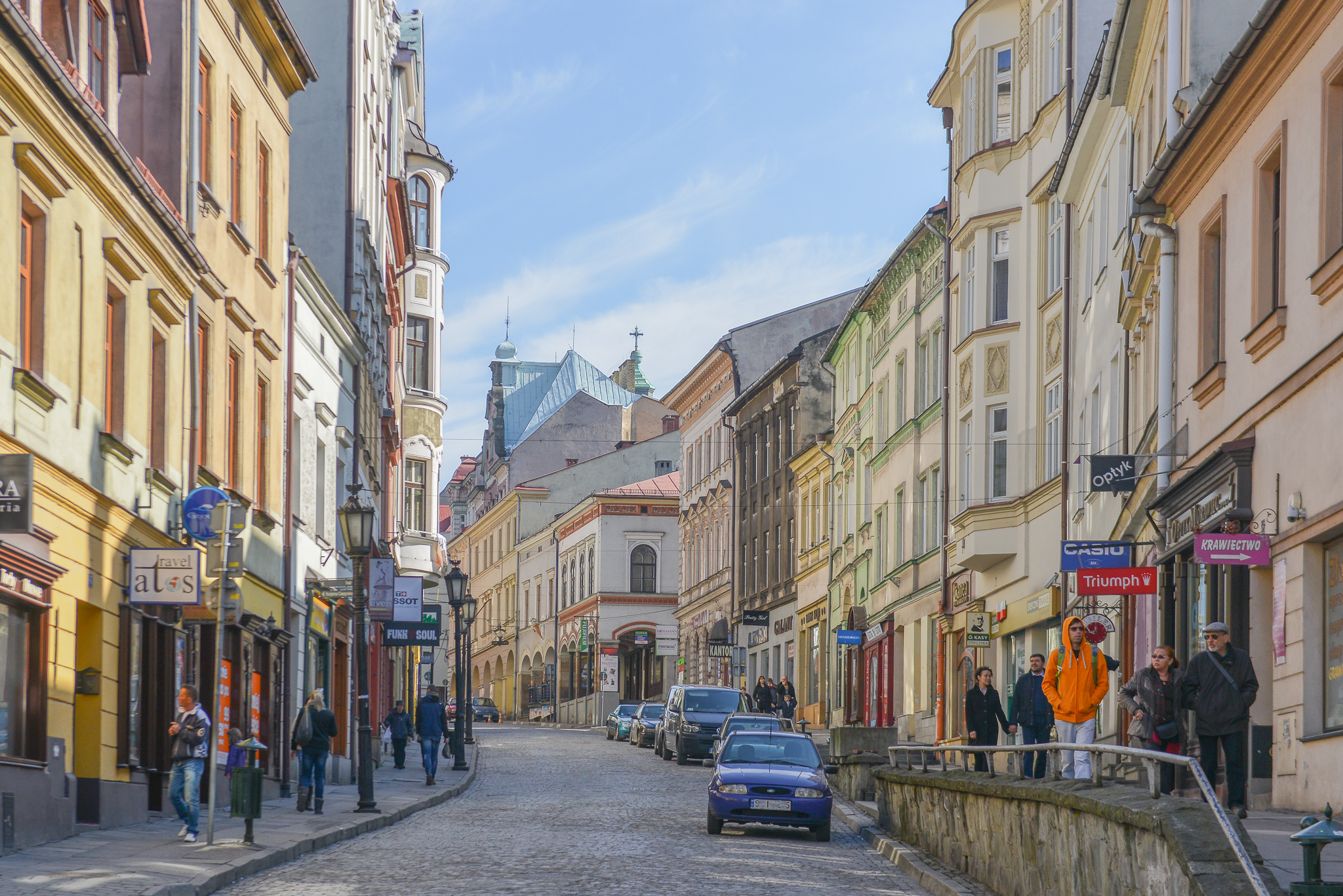
Altstadt

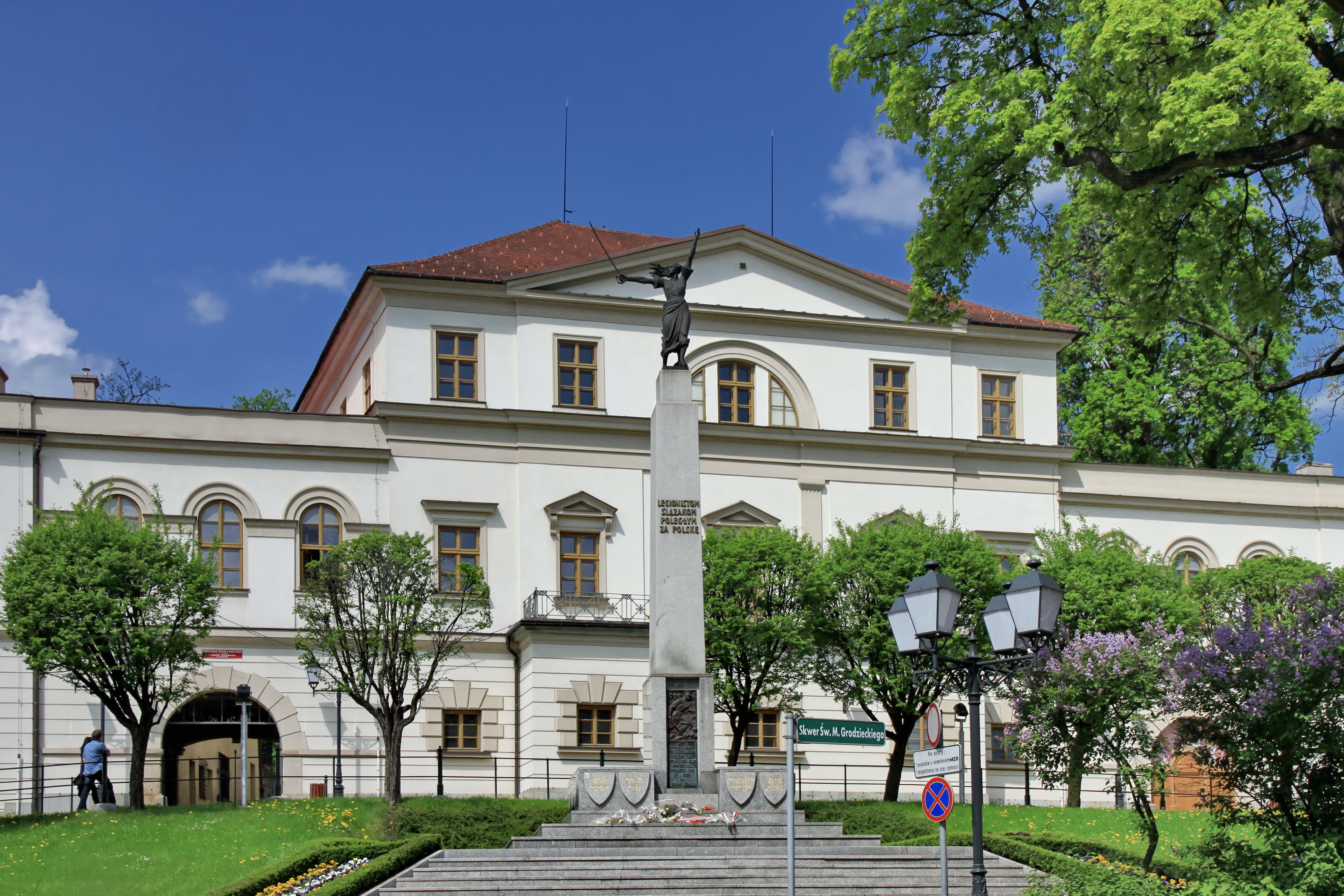
Habsburger-Schloss

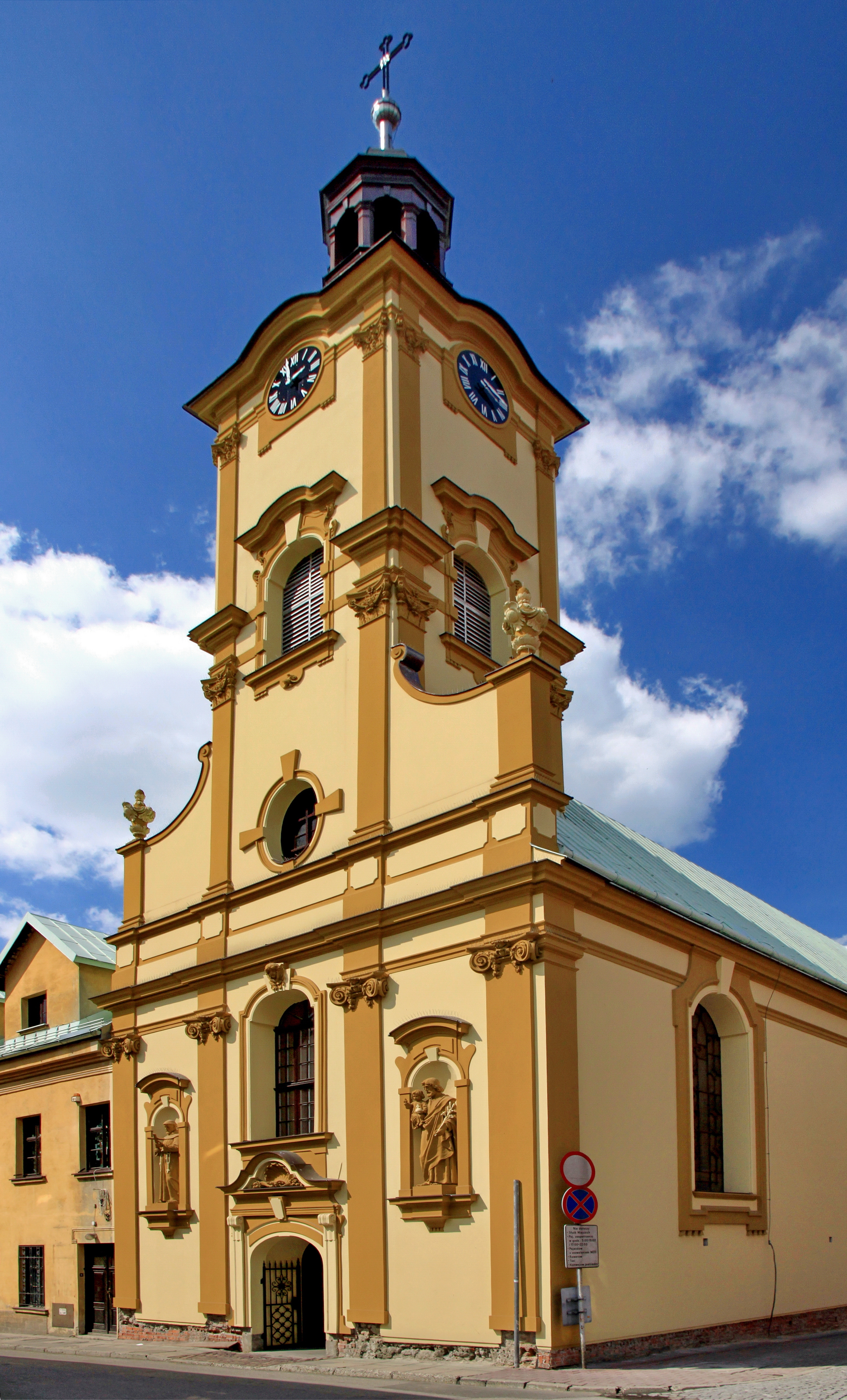
Heiligkreuzkirche (ehem. Jesuitenkirche)

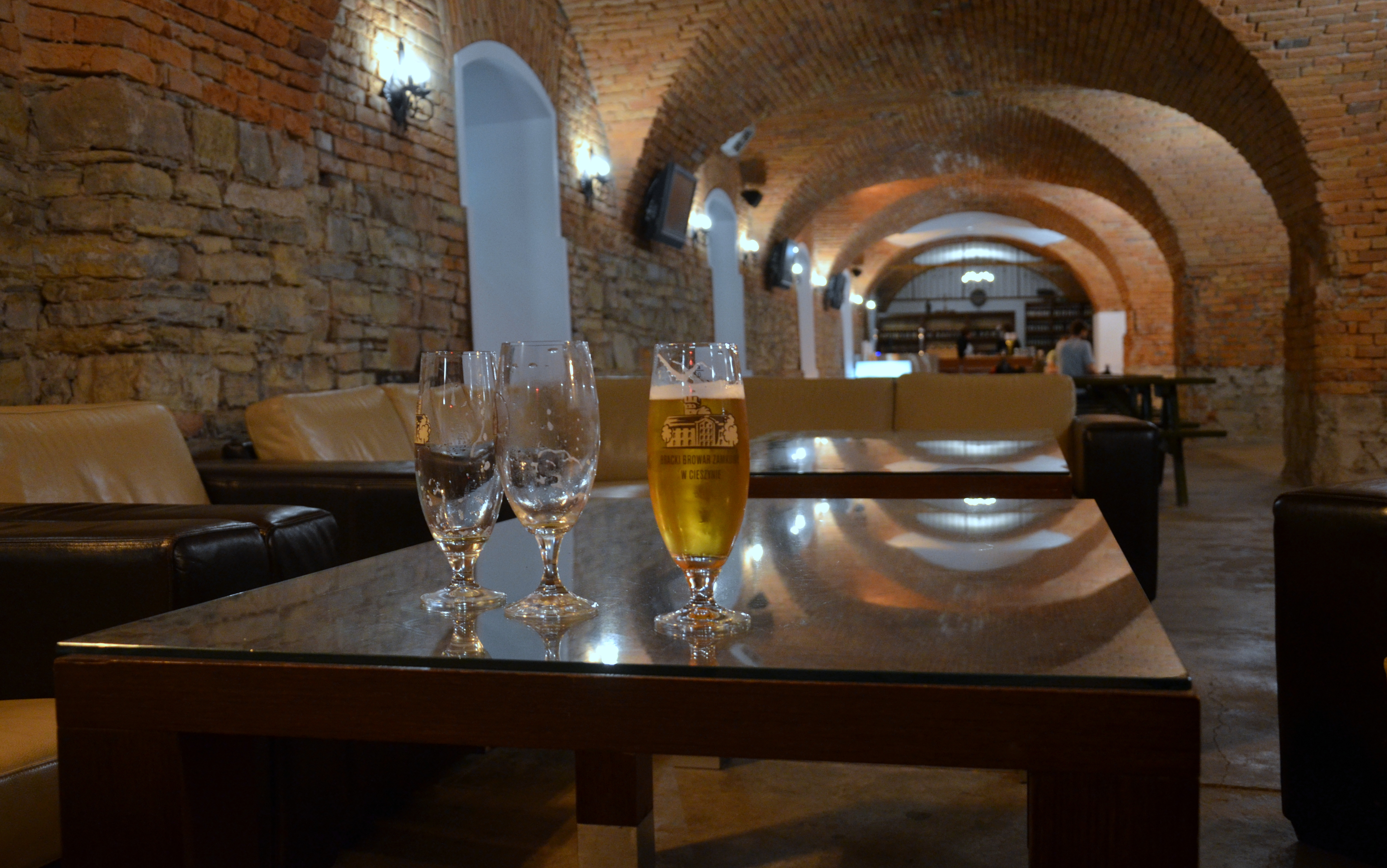
Zahlreiche Bierkeller in der Altstadt tragen der Brautradition Cieszyns Rechnung

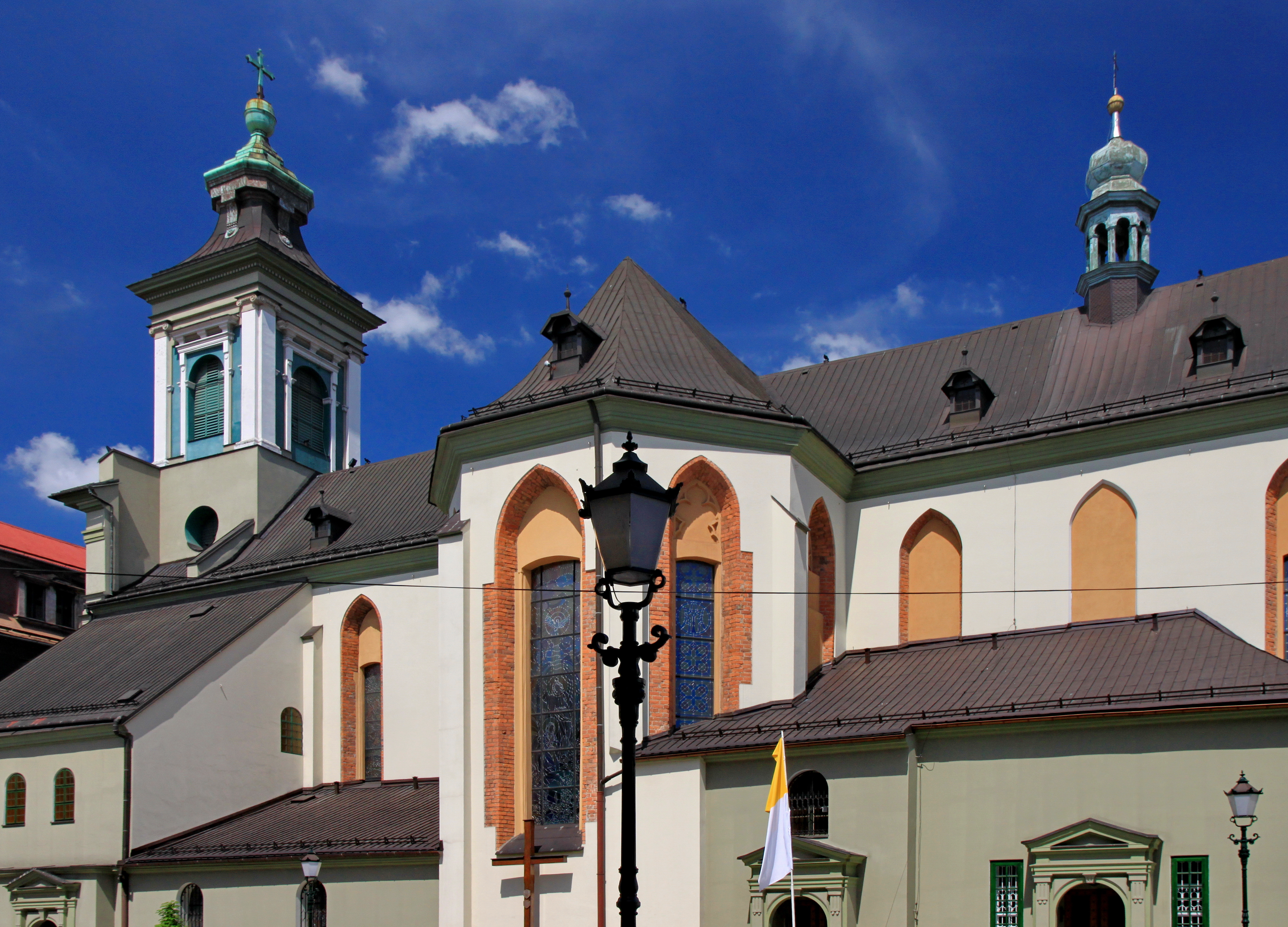
Marienkirche

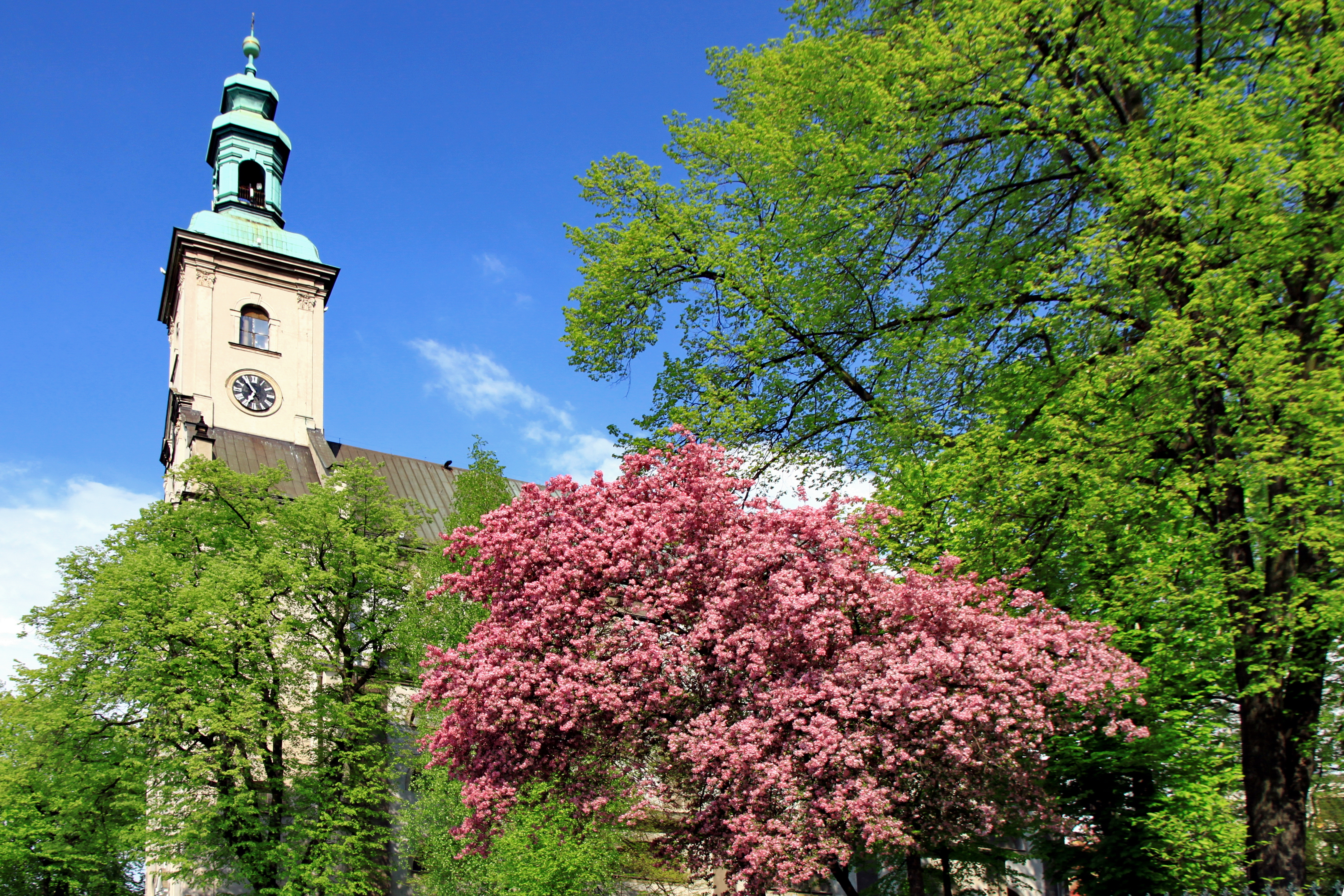
Jesuskirche

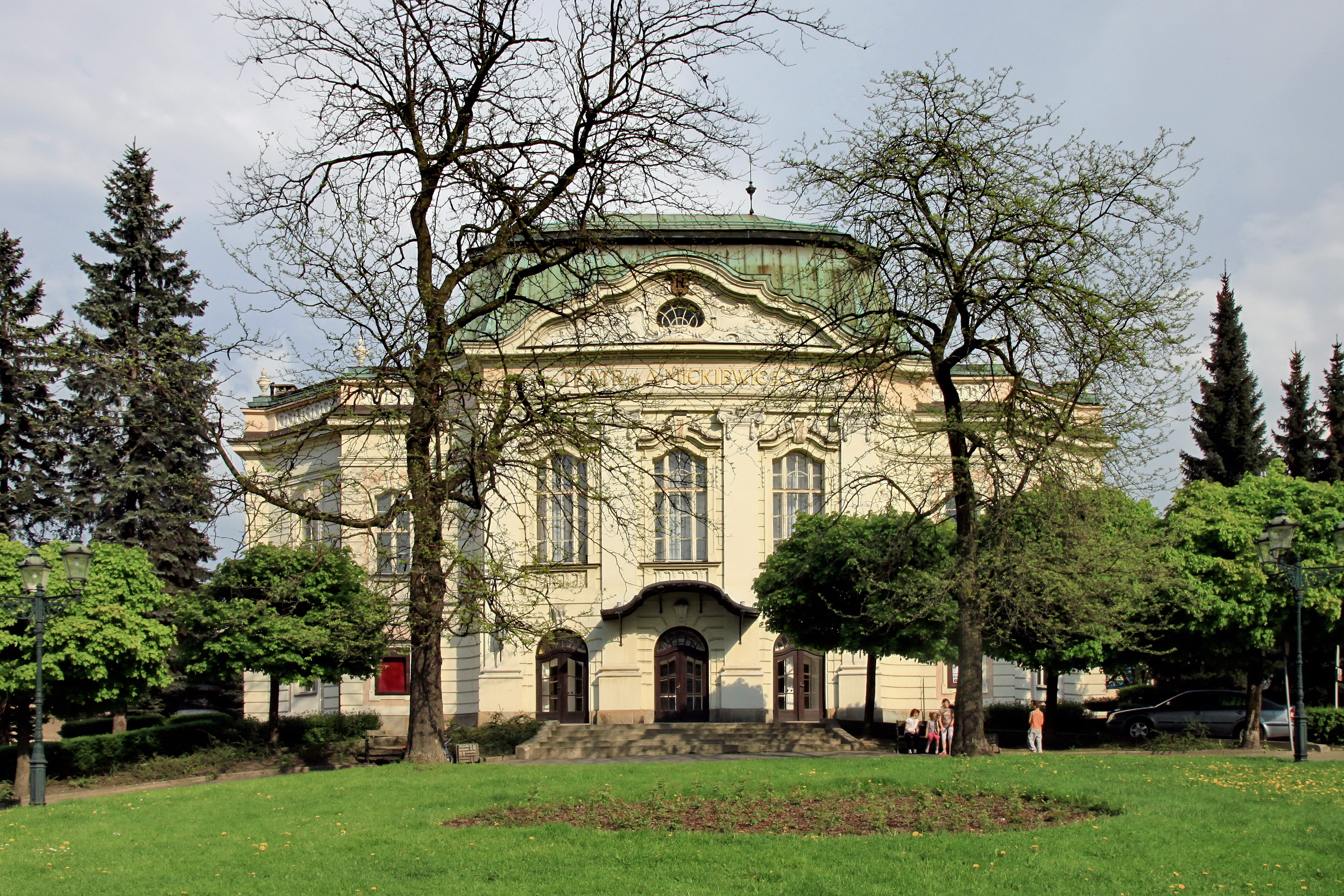
Adam-Mickiewicz-Theater

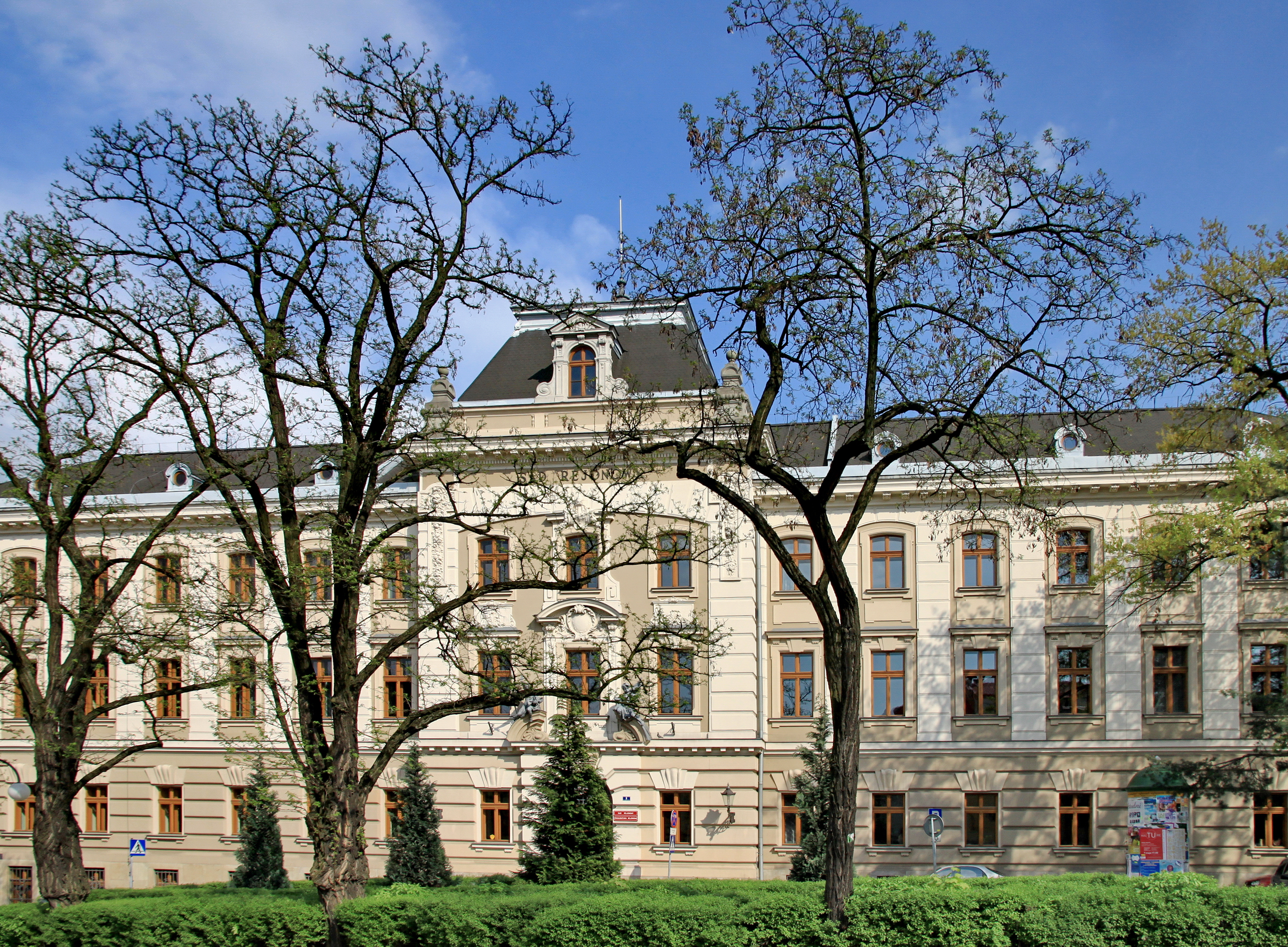
Amtsgericht

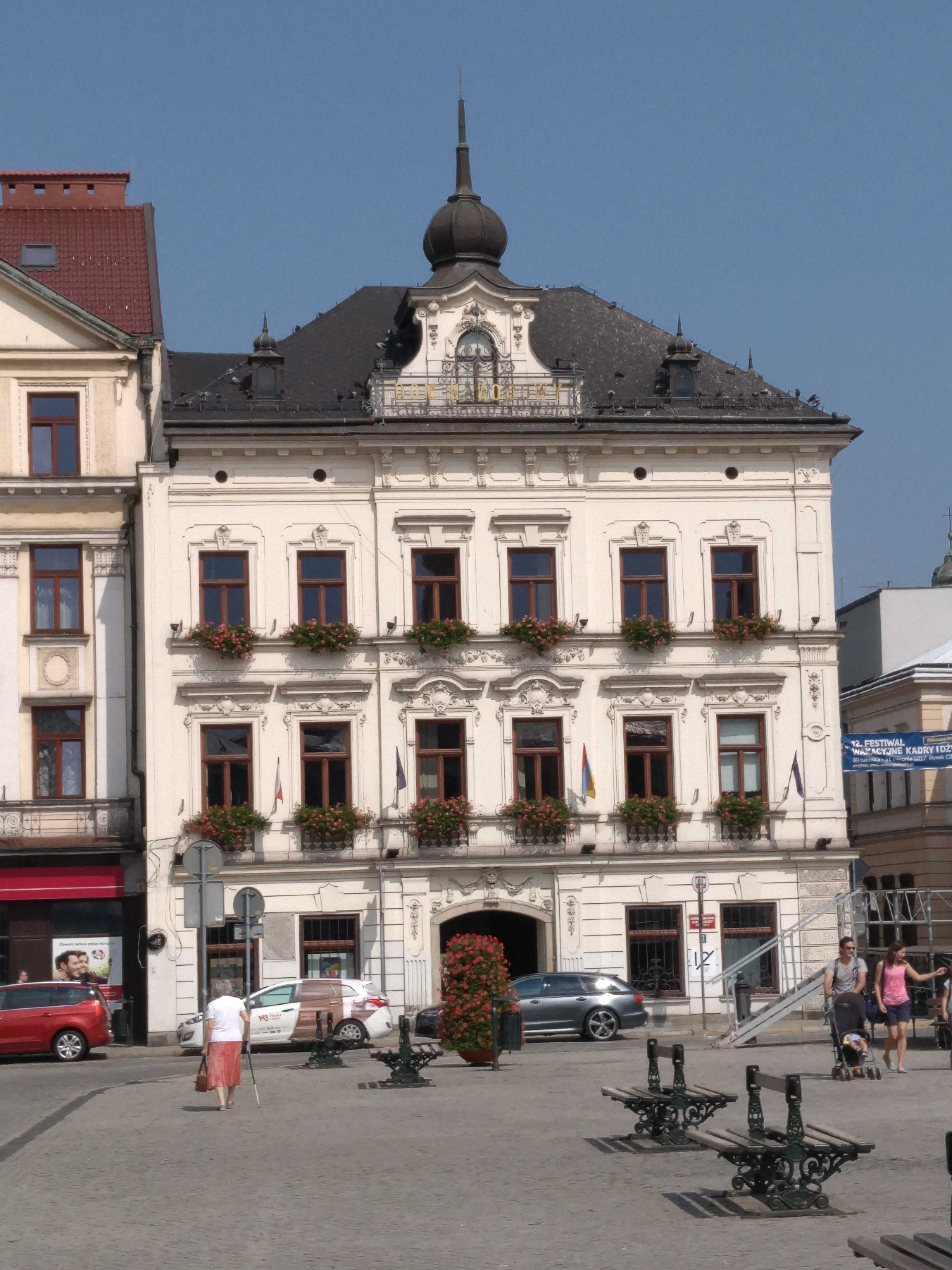
Nationalhaus

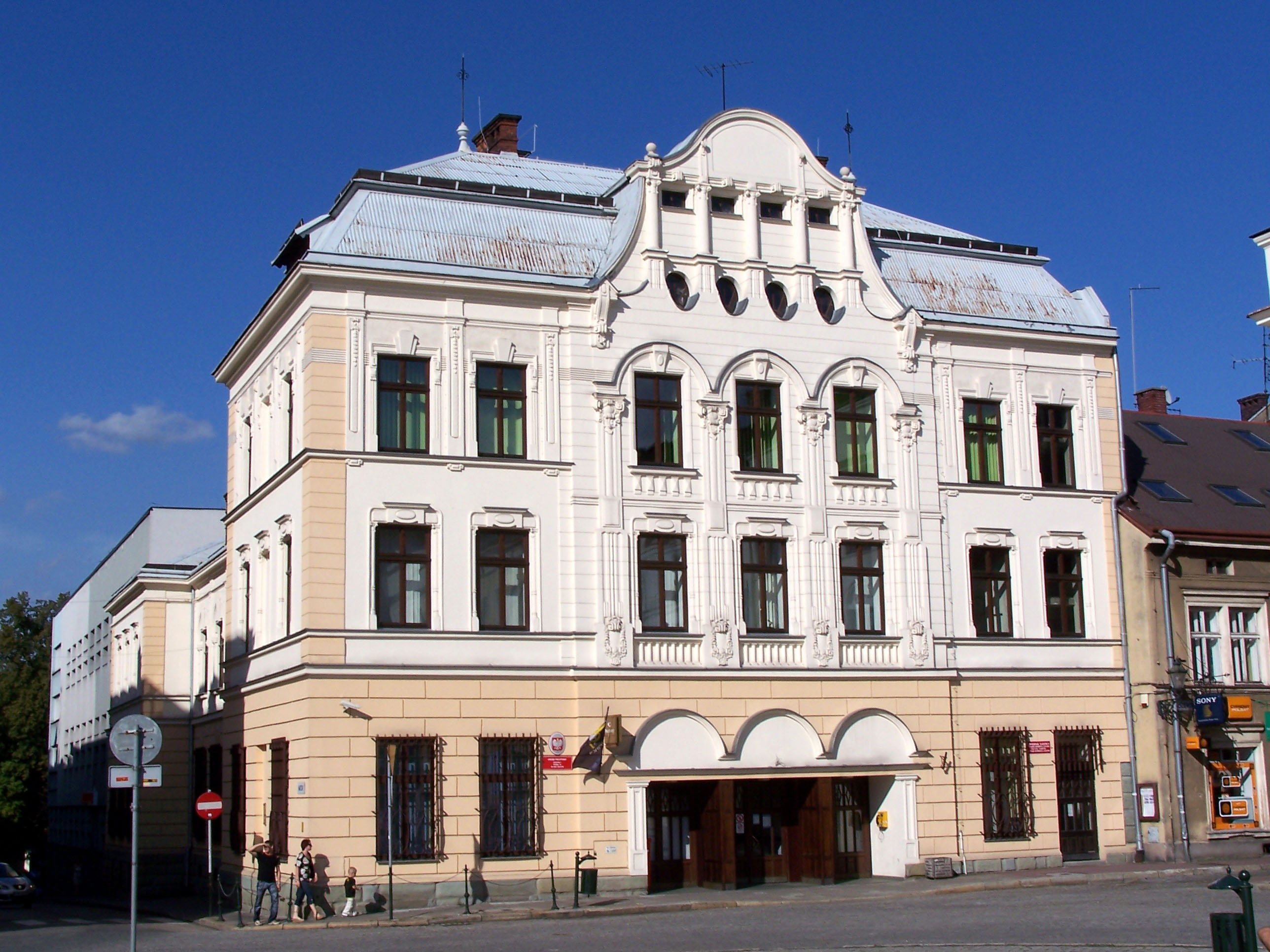
Hauptpostamt

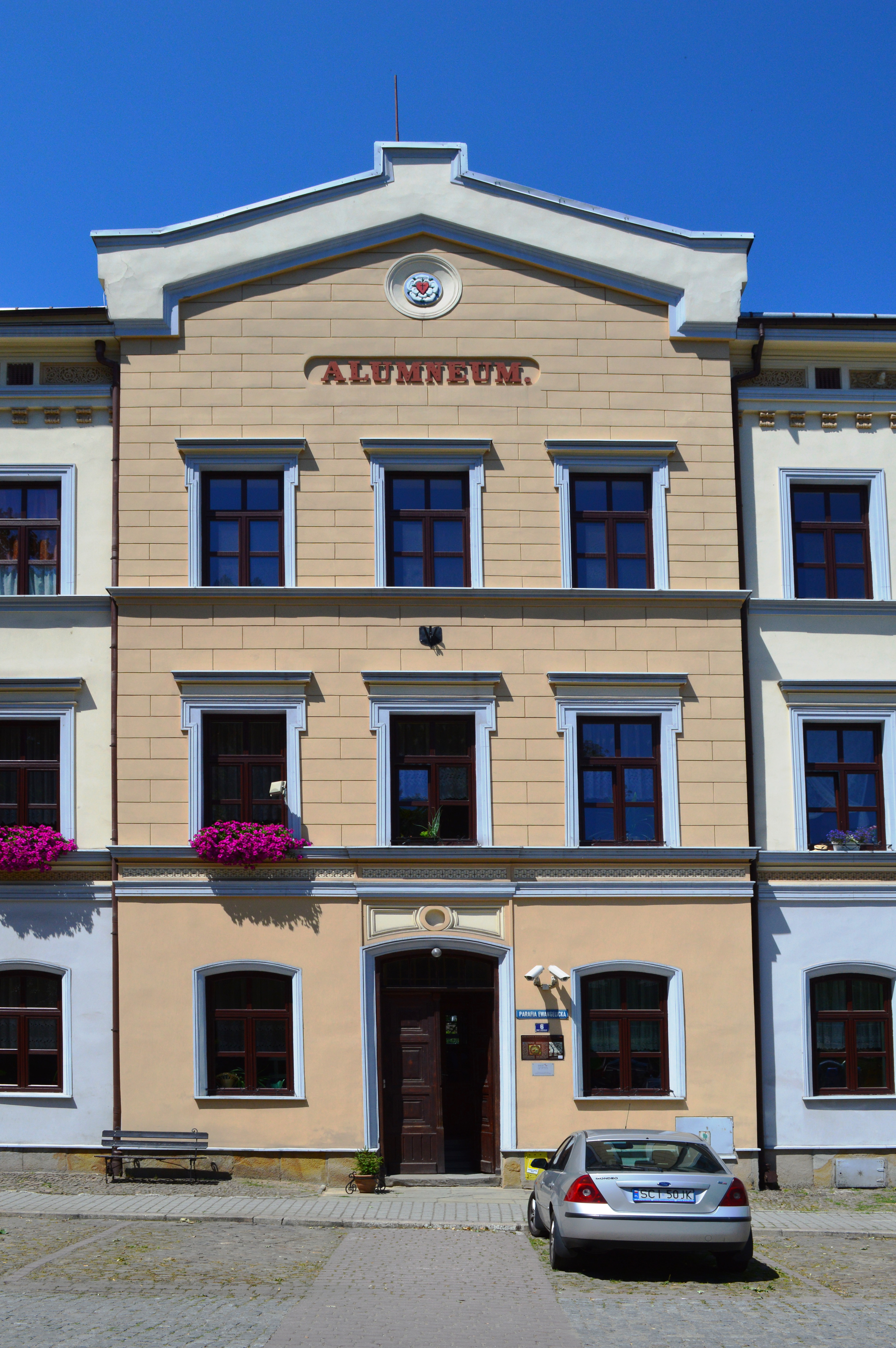
Alumneum

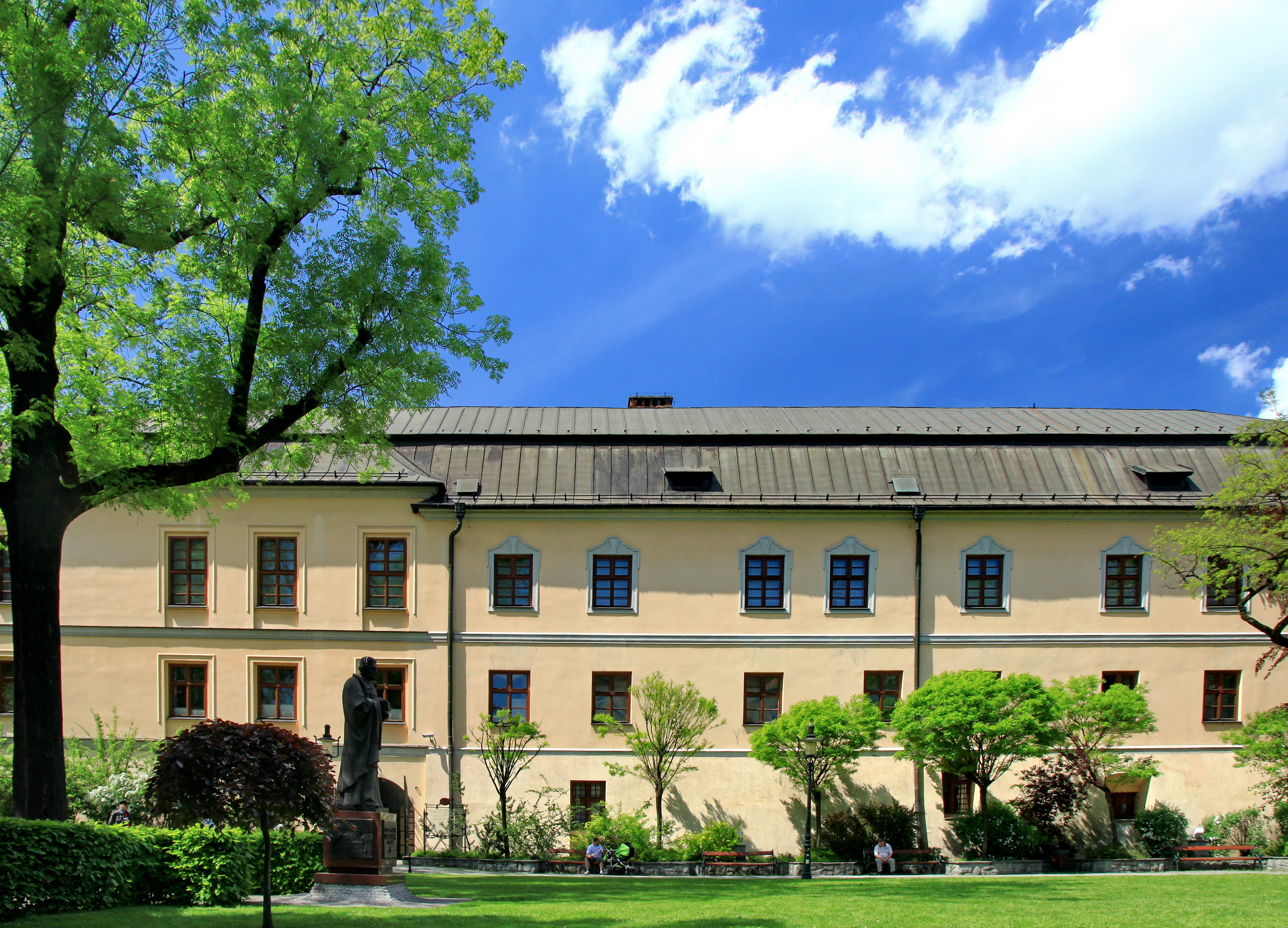
Larisch-Palast

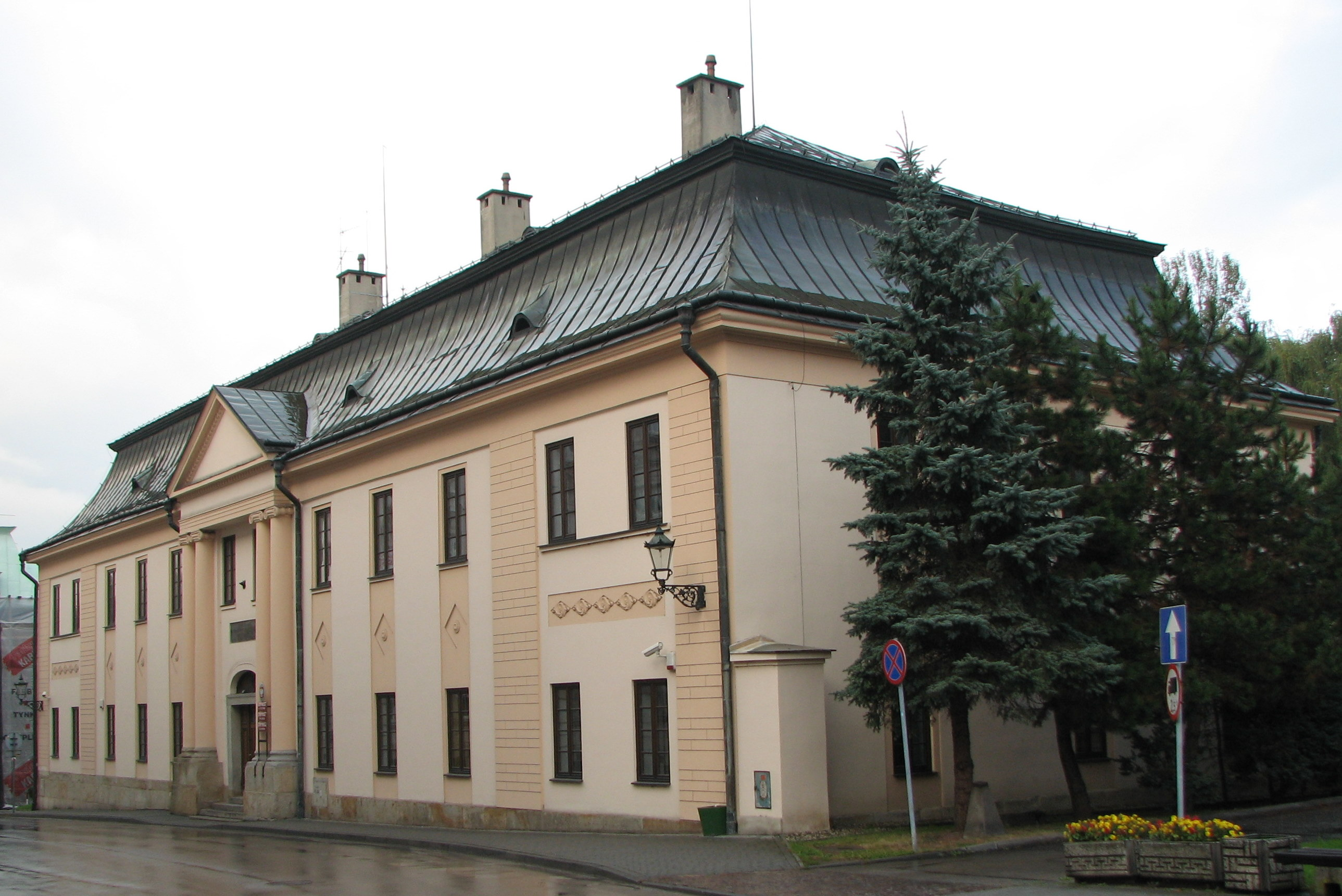
Standesamt

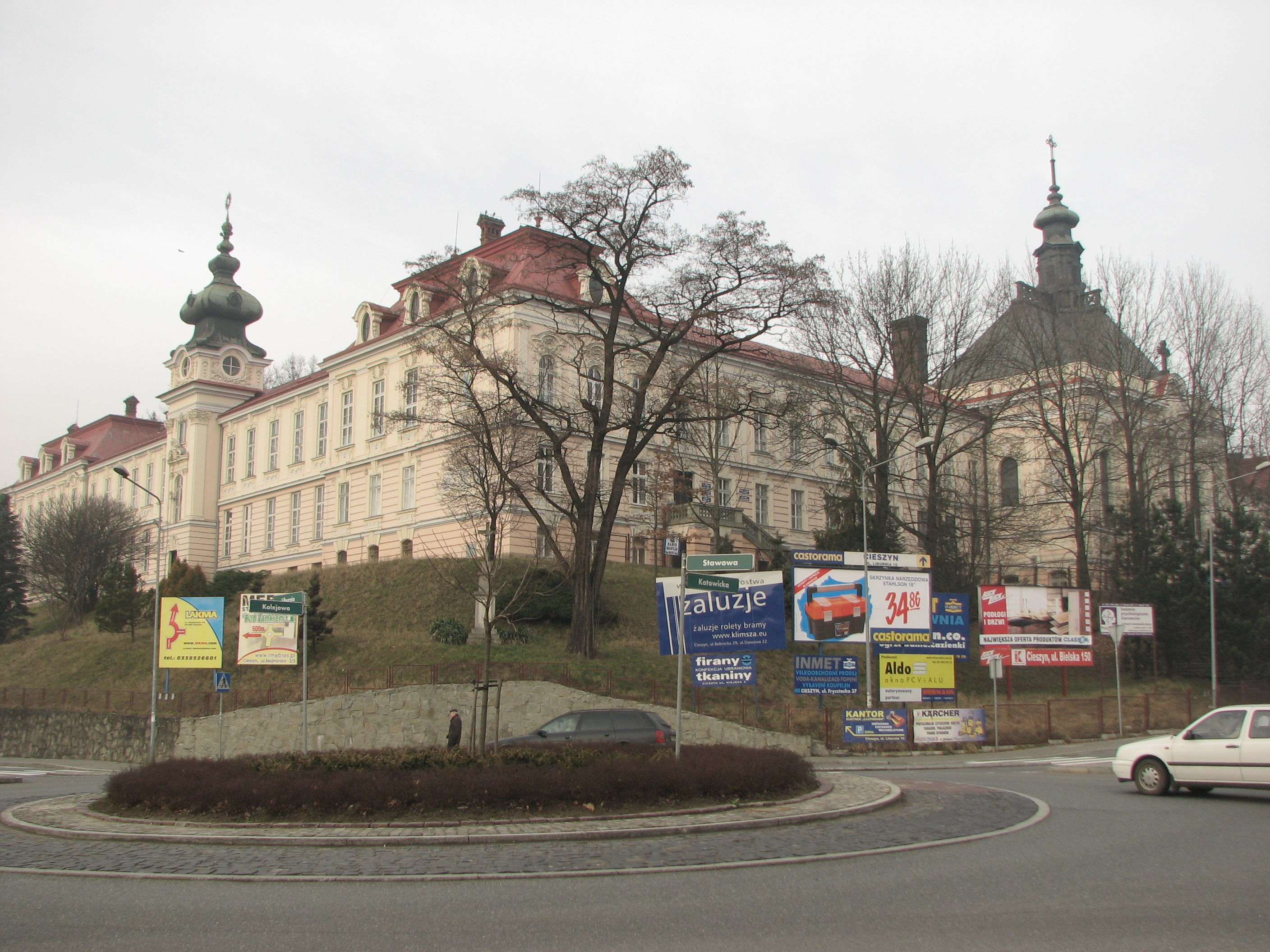
Elisabethkloster

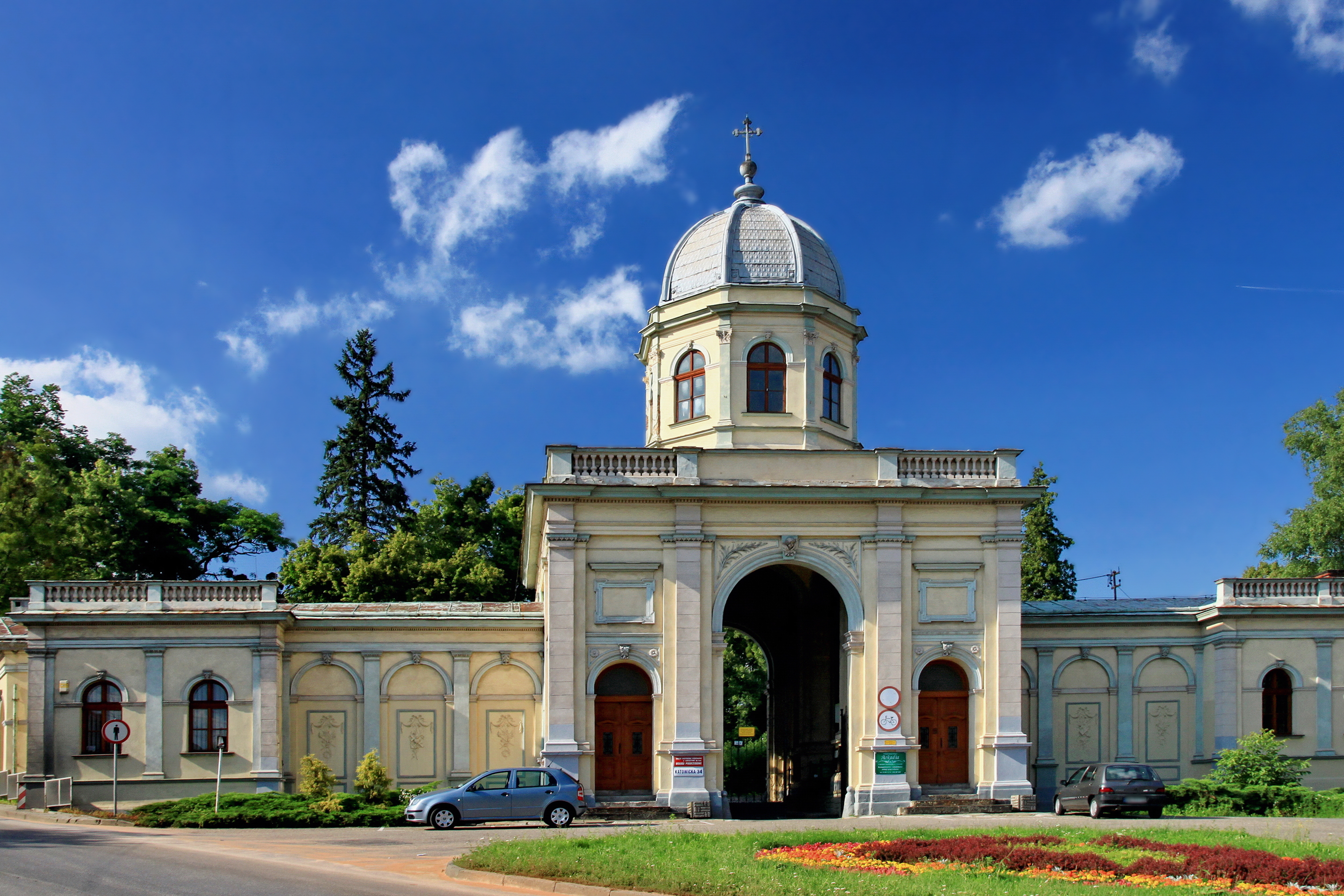
Eingangstor zum Kommunalfriedhof

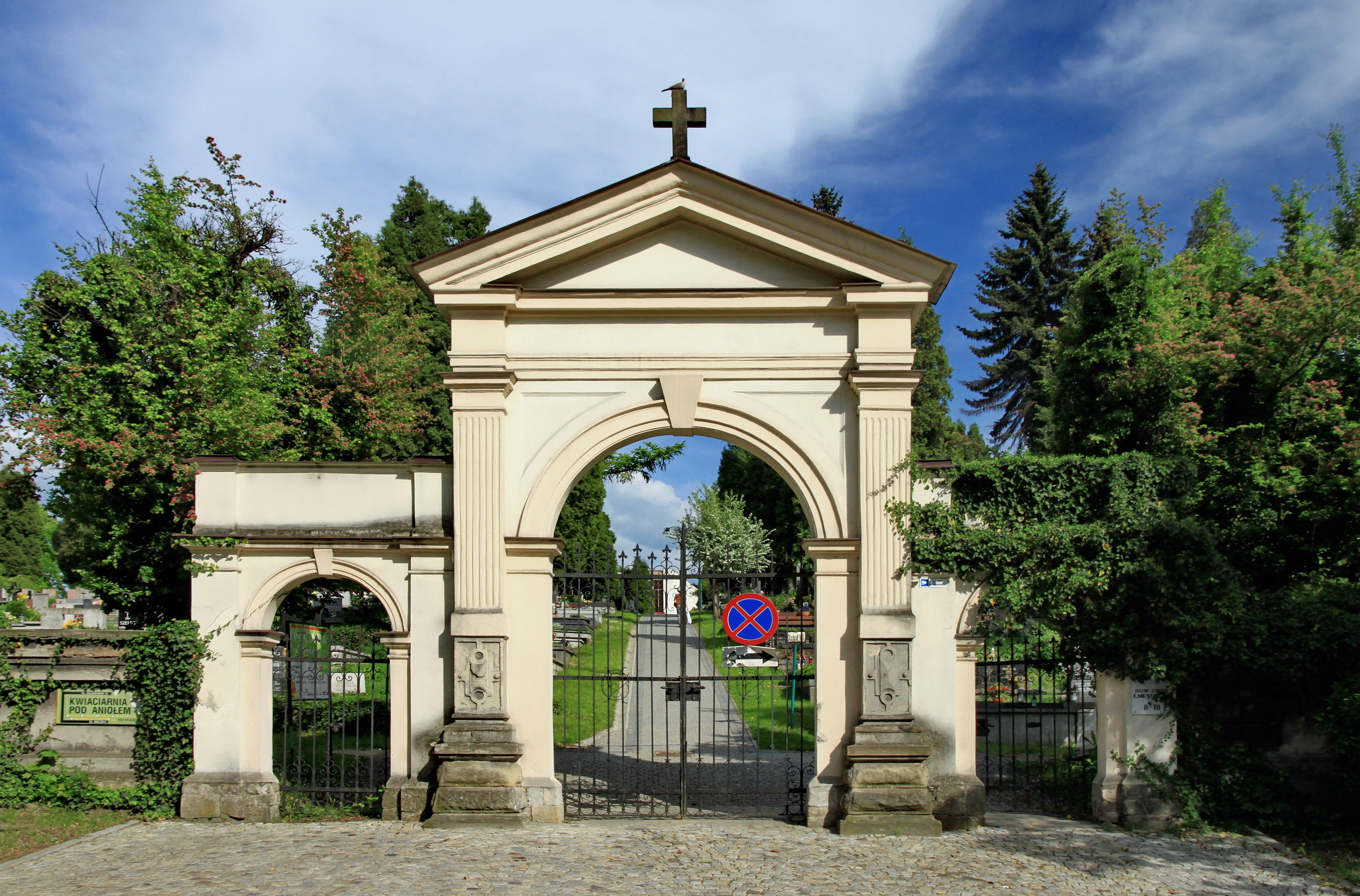
Eingangstor zum Evangelischen Friedhof

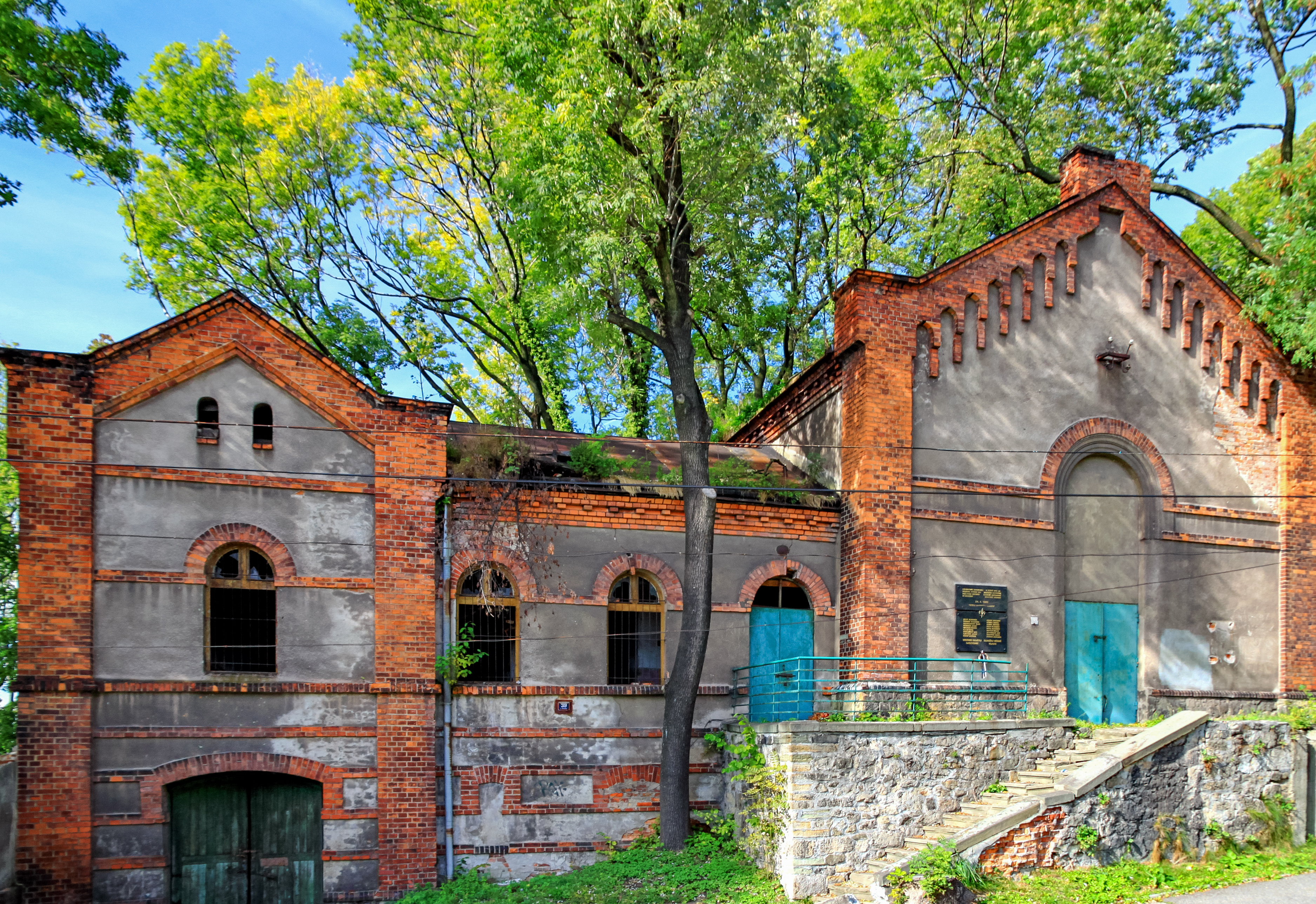
Alter Jüdischer Friedhof

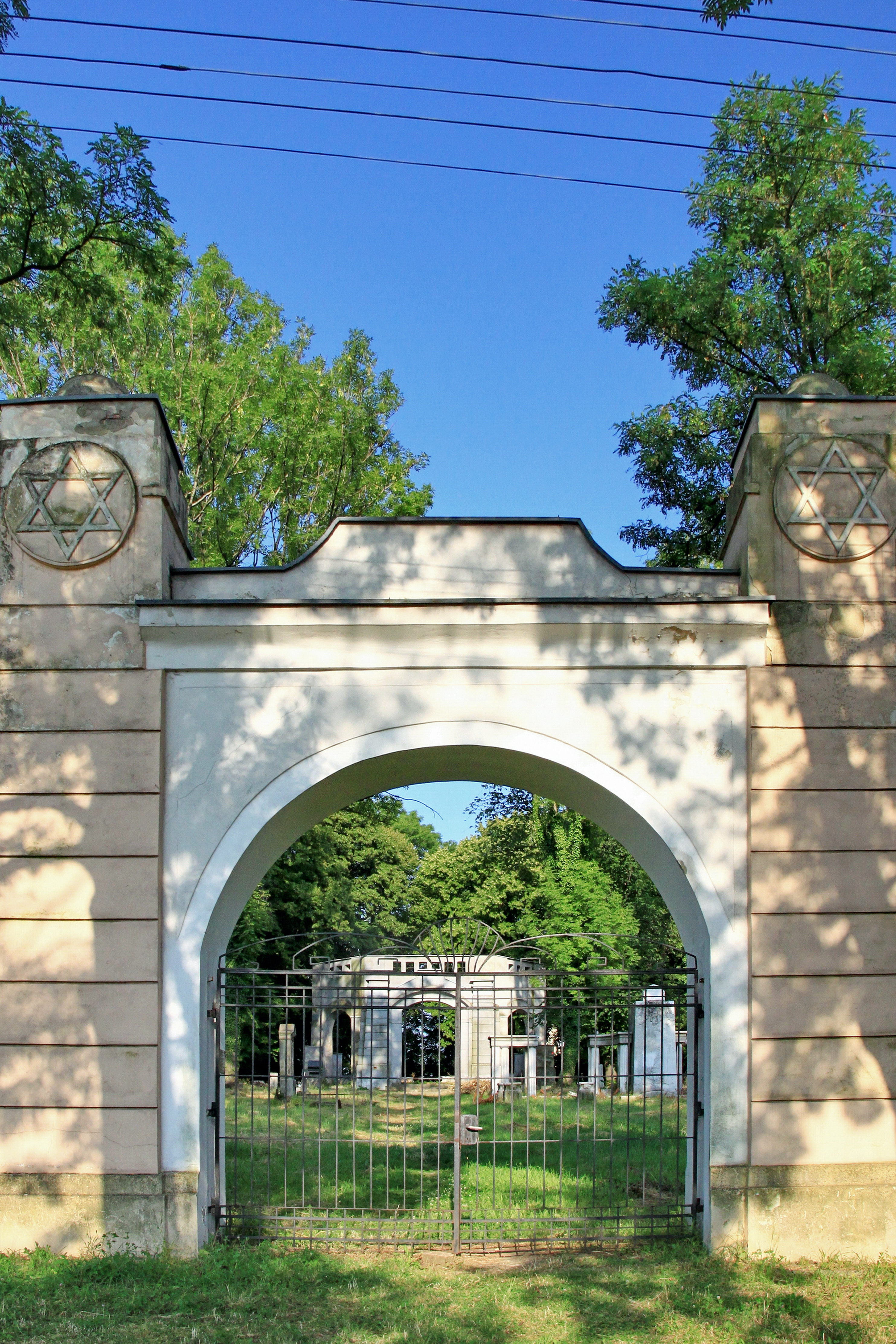
Neuer Jüdischer Friedhof

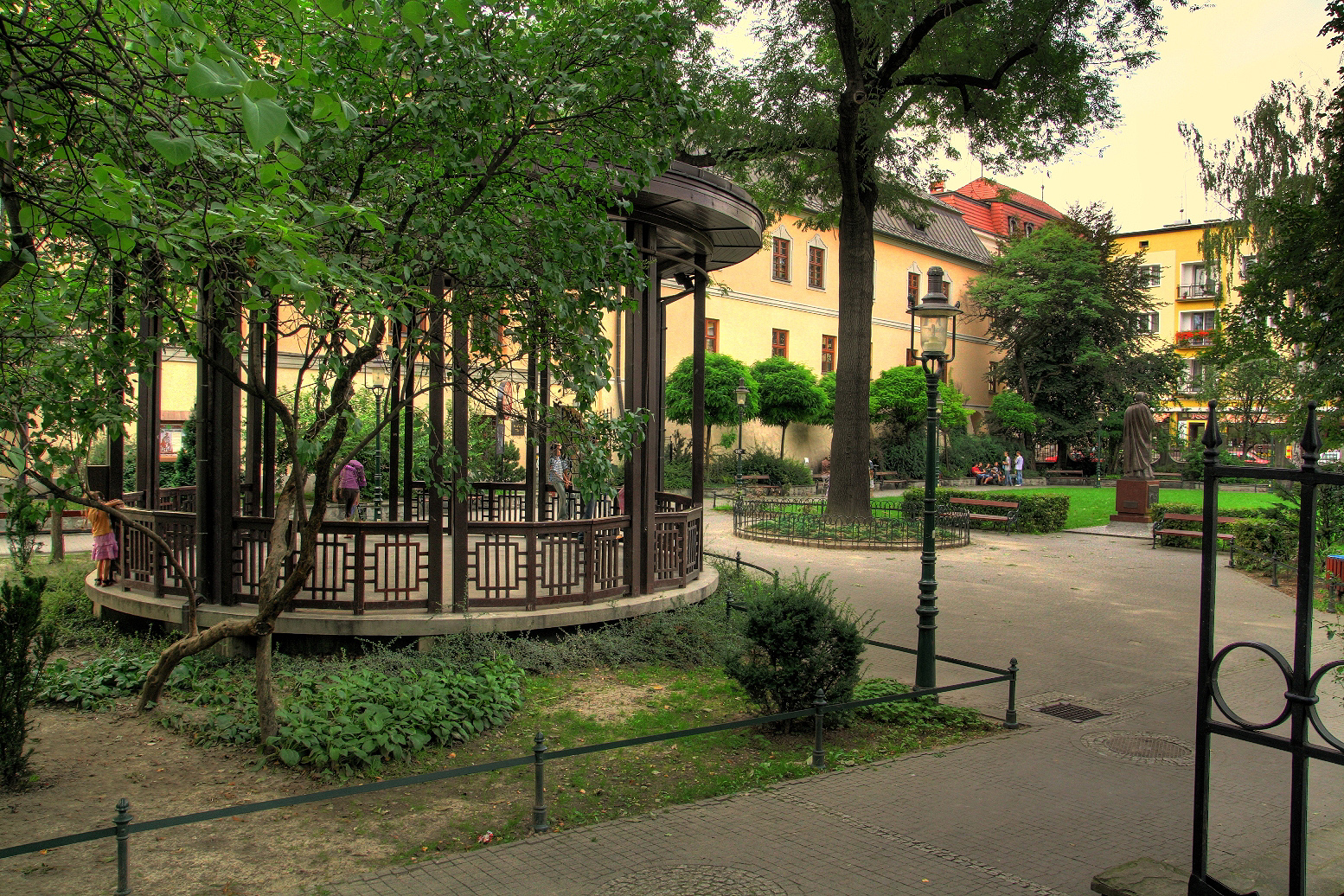
Friedenspark

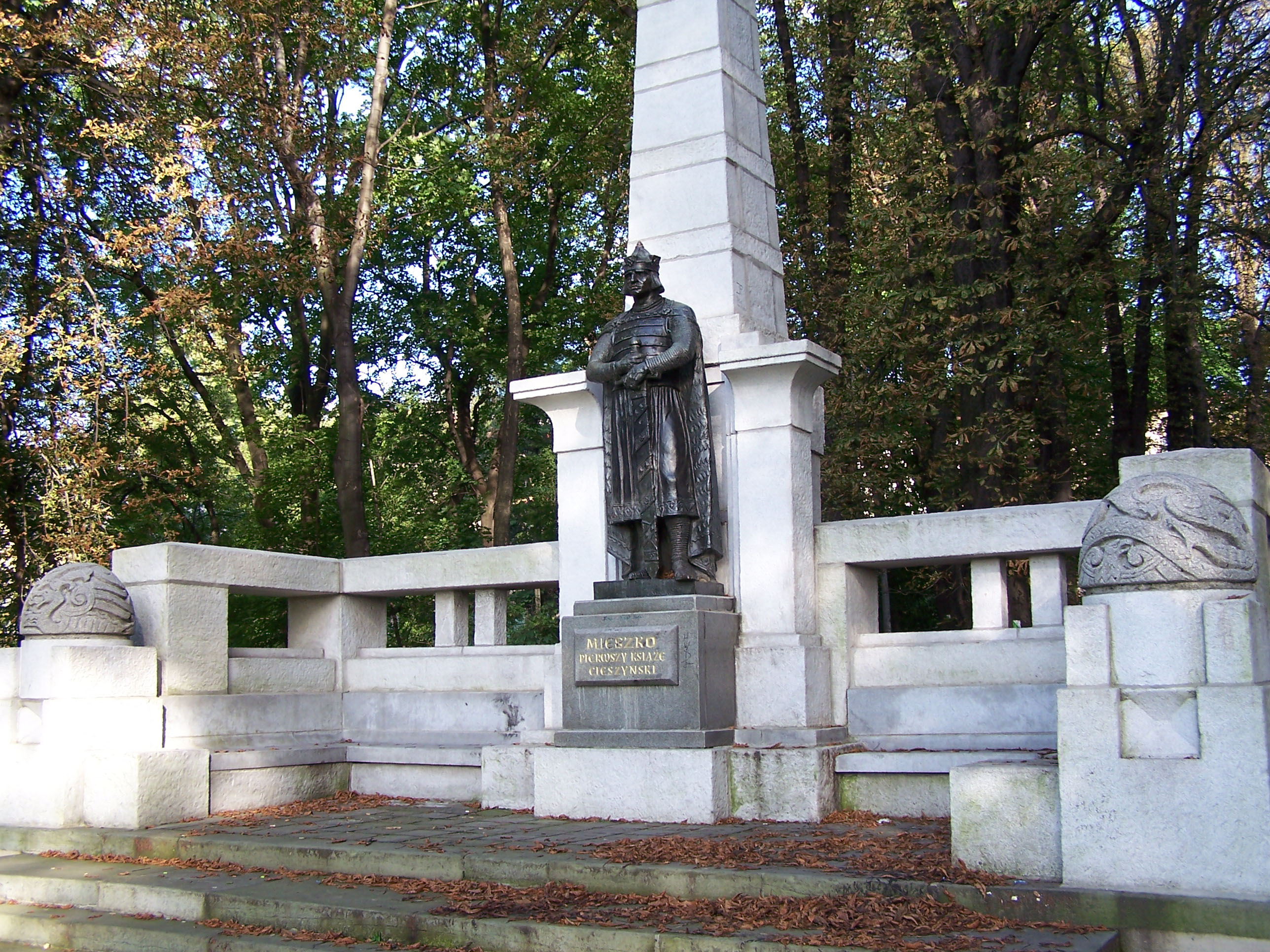
Mieszko-I.-Denkmal

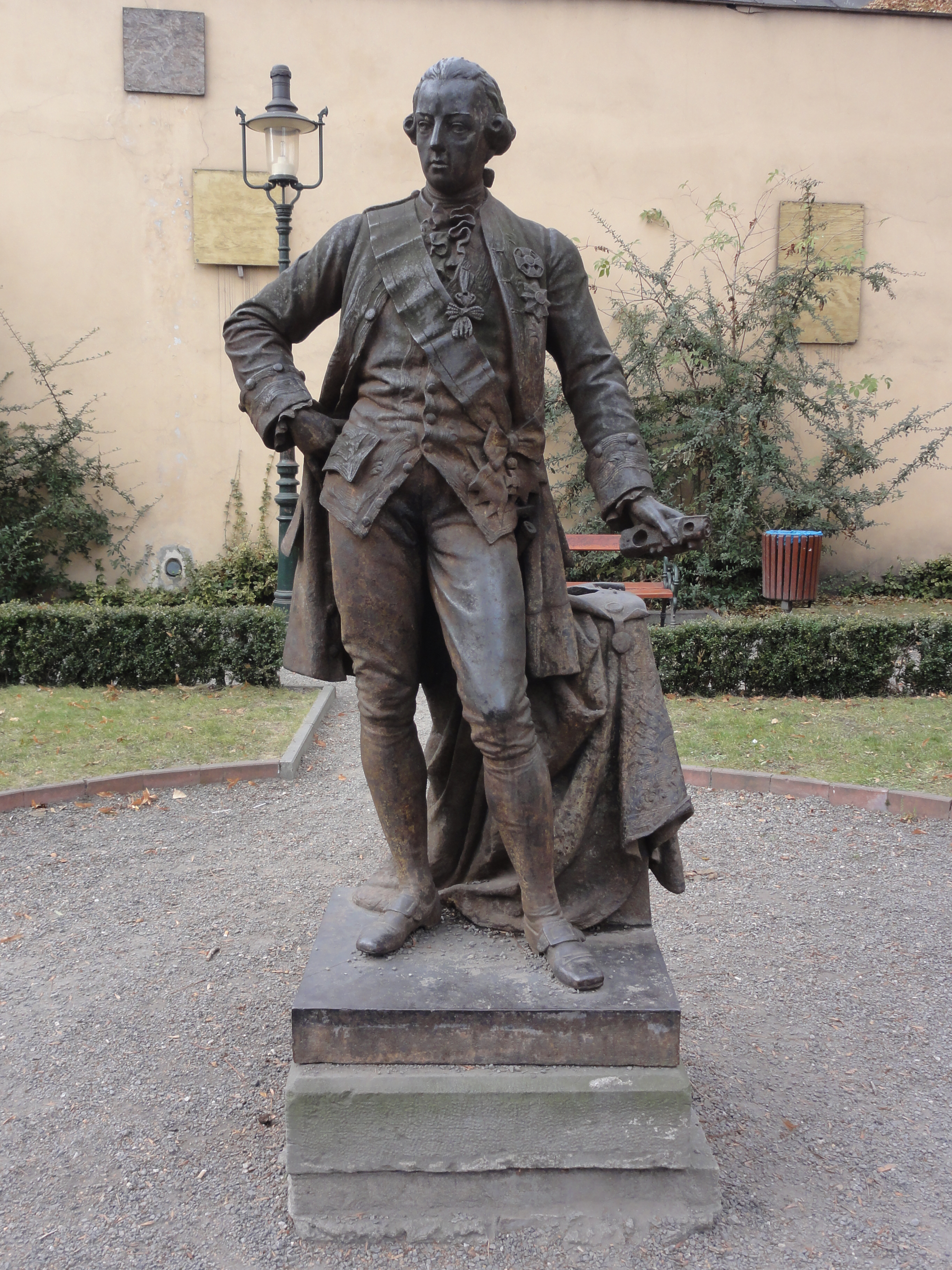
Joseph-II.-Denkmal

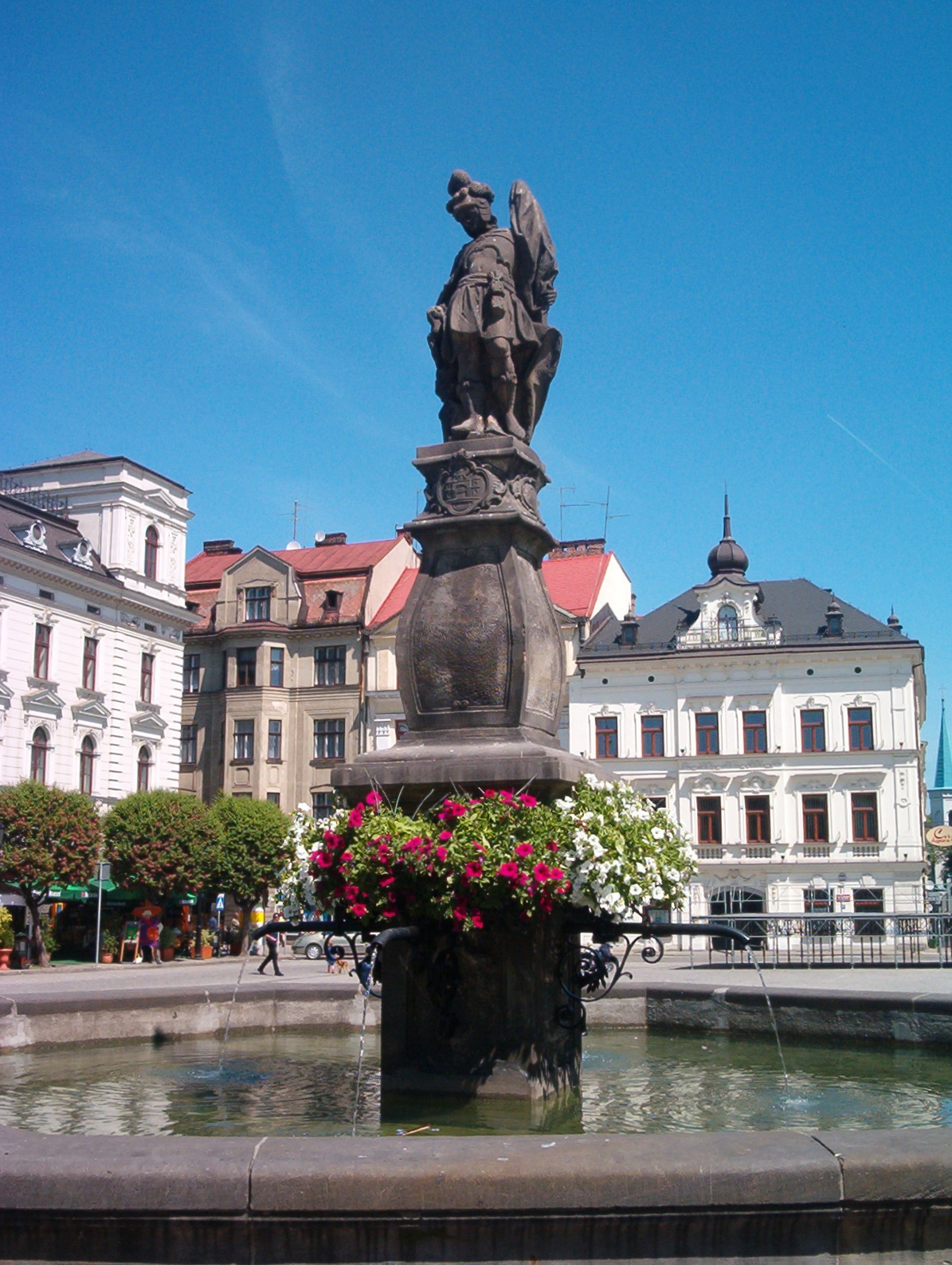
Floriansbrunnen

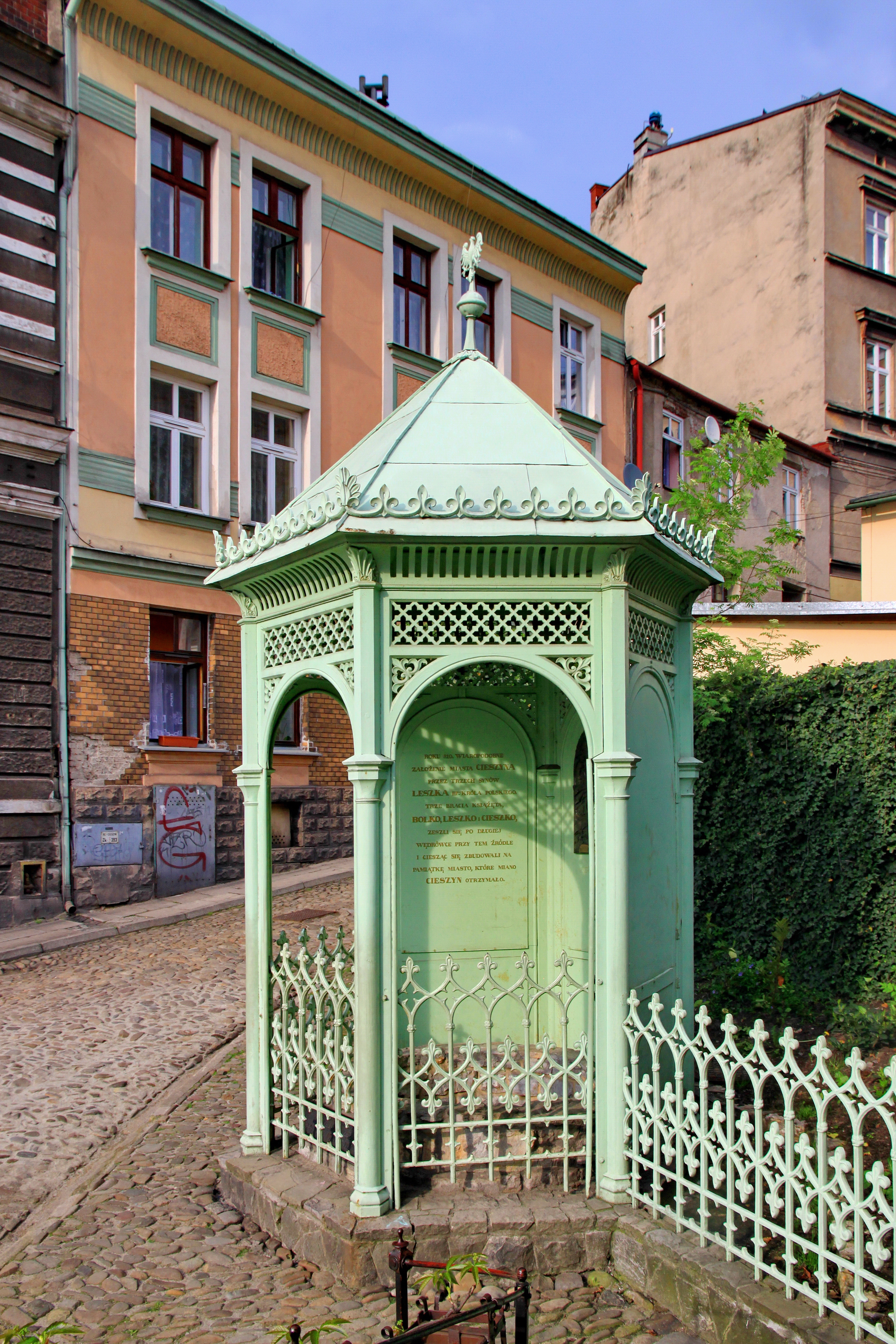
Dreibrüder-Brunnen

Cieszyn ['ʨɛʃɨn] (deutsch Teschen, tschechisch Těšín) ist der im Süden Polens gelegene Teil der polnisch-tschechischen Doppelstadt Cieszyn / Český Těšín in der Woiwodschaft Schlesien.

## Geographie
Cieszyn liegt im Westen des Schlesischen Vorgebirges (Pogórze Śląskie), eines Teiles der zu den Karpaten gehörenden Westbeskiden. Es liegt am Westrand des Beskidenvorlands. Cieszyn ist Grenzstadt zu Tschechien. Die Grenze zur tschechischen Stadthälfte Český Těšín bildet der zur Oder führende Fluss Olsa (polnisch Olza), über den im Stadtgebiet drei Straßenbrücken mit Grenzübergängen führen. Die größte Brücke hat eine Spannweite von 760 m. Cieszyn grenzt im Norden an die Gemeinde Hażlach, im Nordosten an die Gemeinde Dębowiec und im Südosten an die Gemeinde Goleszów. Die Woiwodschaftshauptstadt Katowice liegt etwa 70 km nördlich.
Das Stadtgebiet mit einer eine Fläche von 28,69 km² entspricht 3,93 % der Fläche des Kreises. Es besteht zu 55 % aus Ackerland und zu 7 % aus Wäldern.
Südöstlich von Cieszyn liegt in den Schlesischen Beskiden am 1257 m hohen Berg Skrzyczne eines der größten polnischen Wintersportgebiete.

### Stadtgliederung
Die Einwohnerentwicklung der letzten Jahrzehnte zeigt einen anhaltenden Trend des Wegzugs aus dem Stadtkern in die Außenbezirke.
| Stadtteile                 | Einwohner 1985 | Einwohner 1997 |
| -------------------------- | -------------- | -------------- |
| Stare Miasto (Altstadt)    | 07.185         | 06.053         |
| Mała Łąka (Kleine Wiese)   | 00.575         | 00.436         |
| Liburnia                   | 09.227         | 09.571         |
| Bobrek (Bobrek/Bobersdorf) | 02.344         | 03.040         |
| Podgórze                   | 07.598         | 07.945         |
| Błogocice (Blogotitz)      | 05.445         | 05.560         |
| Boguszowice (Boguschowitz) | 00.430         | 00.361         |
| Marklowice (Marklowitz)    | 00.590         | 00.935         |
| Kalembice (Kalembitz)      | 00.765         | 00.970         |
| Pastwiska (Pastwisk)       | 00.936         | 01.712         |
| Krasna (Krasna/Schöndorf)  | 00.478         | 00.525         |
| Gułdowy (Guldau)           | 00.180         | 00.193         |
| Mnisztwo (Mönichhof)       | 00.407         | 00.388         |
| Insgesamt                  | 36.163         | 38.115         |

## Etymologie
Erstmals urkundlich erwähnt wurde „Tescin“ in einer 1155 ausgestellten Bulle des Papstes Hadrian IV., in der die Grenzen des Bistums Breslau beschrieben werden. Der Name ist abgeleitet vom Vornamen des Urbesitzers *Ciecha, *Ciesza (≤ Chiech-ja), Ciechosław, wie z. B. Tessin. Im 13. Jahrhundert tauchen weitere Varianten des Ortsnamens auf: Tessin (1223), Thesin (1228), Tesin (1239), Tesschin (1258), Cessin (1288). Offenbar im Zusammenhang mit der durch die schlesischen Herzöge initiierten Besiedlung des Umlands durch deutsche Kolonisten setzte sich schließlich der deutsche Name Teschen (1312) durch.
Die polnische Bezeichnung Cieszyn leitet sich von dem Verbum cieszyć ab, das sich als (sich) freuen übersetzen lässt. Es nimmt Bezug auf die Gründungslegende, wonach die Stadt von den drei Brüdern Leszek, Cieszek und Bolek an dem Ort gegründet wurde, an dem sie zusammentrafen und sich über das Treffen freuten. Laut Gründungslegende soll dies 810 geschehen sein.

## Geschichte
Die älteste Münze, die in Teschen gefunden wurde, ist eine goldene keltische Münze aus dem 1. Jahrhundert v. Chr. Sie wurde 1951 auf dem Schlossberg gefunden und gehört zu den sogenannten Schüsselmünzen der Ostkelten. Die Münze wurde in Erdschichten gefunden, in denen Gegenstände der sogenannten Puchauer Kultur vorkamen.

### Entstehung
Der Überlieferung nach soll ein Treffen der drei Fürstenbrüder Leszko, Bolko und Cieszko der Anlass gewesen sein, 810 das heutige Cieszyn zu gründen. Tatsächlich finden sich Spuren einer antiken Besiedlung des Burgbergs (Slawischer Burgwall) aus dem 6. Jahrhundert v. Chr. Seit dem 6. Jahrhundert siedelten hier die westslawischen Golensizen, die im 7. Jahrhundert eine Siedlung mit Burg in Alt-Teschen im heutigen Chotěbuz-Podobora errichteten. Diese Siedlung wurde im 9. Jahrhundert, wahrscheinlich bei Kämpfen zwischen dem Großmährischen Reich unter Svatopluk und den Wislanen, zerstört. Die Bewohner bauten die Siedlung nicht mehr am gleichen Ort wieder auf, sondern zogen ca. 5 km die Olsa aufwärts und wählten den heutigen Burgberg als neuen Siedlungsort, der wahrscheinlich ab dem Ende des 9. Jahrhunderts zum Herrschaftsgebiet des Großmährischen Reiches gehörte.

### Polen
Der slawische Burgwall kam Ende des 10. Jahrhunderts zusammen mit ganz Schlesien an Polen. Aus dem 11. Jahrhundert stammen die ältesten erhaltenen Gebäude der Stadt. Die Stadt selbst wurde 1155 zum ersten Mal urkundlich erwähnt. Damals gehörte Cieszyn zum Herzogtum Schlesien, das Teil des Seniorats Polen war, nachdem 1138 mit dem Testament Bolesławs III. Schiefmund der polnische Partikularismus begründet worden war. Dieses zerfiel 1173 in mehrere Herzogtümer, unter anderem das Herzogtum Ratibor, das 1202 an das Herzogtum Oppeln kam. 1281 entstand infolge einer Erbteilung aus dem Herzogtum Oppeln das Herzogtum Teschen. Während des 12. und 13. Jahrhunderts entstanden die gegenwärtigen Straßenzüge der Altstadt. Der Breslauer Bischof Lorenz erwähnte die Stadt 1223, die Gründung der Stadt nach dem Löwenberger Stadtrecht muss also zuvor stattgefunden haben. Damit gehört Cieszyn zu den ältesten Städten in Schlesien und ganz Polen. 1240 wurde die Marienkirche zunächst als Pfarrkirche mit Pfarrschule und später als Klosterkirche der Dominikaner errichtet, deren Kloster bis 1270 in Cieszyn errichtet wurde.
Erster Herzog des Herzogtums Teschen war Mieszko I., der die Burg zum Herzogssitz ausbaute. Nach seinem Tod 1315 wurde sein Herrschaftsgebiet unter seinen Söhnen aufgeteilt, zugleich wurde das Herzogtum Auschwitz abgetrennt. Das Herzogtum Teschen fiel an Kasimir I., der sich 1327 zusammen mit den Oppelner Teilherzögen von Ratibor, Falkenberg, Strehlitz und Auschwitz unter die Oberhoheit Böhmens stellte, was die Kujawischen Piasten, die den polnischen Königsthron 1320 übernommen hatten, 1335 mit dem Vertrag von Trentschin anerkannten.

### Schlesische Piasten unter böhmischer Lehenshoheit
Die nachfolgende wirtschaftliche Entwicklung, die durch die günstige Lage an der Kaiserstraße von Wien nach Krakau bedingt war, veranlasste Herzog Przemko I., dem Ort 1374 das Magdeburger Stadtrecht zu verleihen. Sein Sohn Bolko I. bestätigte 1416 die städtischen Privilegien und die Besitzungen, insbesondere die Dörfer Bürgersdorf und Krasna sowie die Schwarzwasserteiche. Zusätzlich verlieh er der Stadt das Erbfolgerecht. 1496 verkaufte Herzog Kasimir II. der Stadt Grund zum Bau eines Rathauses und zur Anlage eines Marktplatzes.
Unter dem ab 1545 regierenden Herzog Wenzel III. wurde im gesamten Herzogtum die Reformation eingeführt. Zwar konvertierte Herzog Adam Wenzel 1610 wieder zum Katholizismus, doch blieb Cieszyn weiterhin mehrheitlich lutherisch. Die letzten Schlesischen Piasten waren gegenüber ihren andersgläubigen Untertanen weitgehend tolerant. Im Dreißigjährigen Krieg wurde Cieszyn mehrfach von kaiserlichen und schwedischen Truppen geplündert. Das im Stil der Renaissance ausgebaute Schloss wurde 1646 von schwedischen Soldaten zerstört. Nach dem Erlöschen des Teschener Zweigs der Schlesischen Piasten mit Herzogin Elisabeth Lukretia fiel Teschen 1654 zusammen mit dem Herzogtum Teschen als erledigtes Lehen durch Heimfall an die Krone Böhmen, die 1526 an die Habsburger gelangt war.

### Habsburger
Nach der Übernahme Cieszyns durch die Habsburger wurde im Rahmen der Gegenreformation der evangelische Pfarrer aus der Stadt verwiesen und die Pfarrkirche Maria Magdalena der katholischen Gemeinde übergeben. 1670 errichtete der Jesuitenorden die Heiligkreuzkirche, 1675 ein Gymnasium. Nachdem die Evangelischen zum Teil ausgewandert waren, zum Teil sich in den Geheimprotestantismus zurückgezogen hatten, war Teschen 1683 eine katholische Stadt. Gleichzeitig sank mit der Einwohnerzahl die wirtschaftliche Bedeutung. Erst die 1707 vom schwedischen König Karl XII. durchgesetzte Altranstädter Konvention erlaubte es den Teschener Evangelischen, in der Stadt wieder eine eigene Kirche zu errichten. Der Bau der Gnadenkirche von 1709 bis 1730 mit 8000 Plätzen, bis 1751 mit einem 72 Meter hohen Turm, bedeutete eine geistige Wende. Die Jesuskirche, die größte der sechs zugelassenen Gnadenkirchen in Schlesien, wird noch heute, nach mehr als 300 Jahren, als evangelisches Gotteshaus genutzt (siehe Abschnitt Religion).
Ab 1722 residierte Herzog Leopold Joseph Karl von Lothringen, Vater des späteren Kaisers Franz I. Stephan, in Teschen. Nach dem Ersten Schlesischen Krieg, 1742, infolge dessen der größte Teil Schlesiens an Preußen fiel, verblieb Teschen bei der böhmischen Landesherrin Maria Theresia und wurde dem neu geschaffenen Österreichisch-Schlesien eingegliedert. Im Zuge der Ersten Polnischen Teilung kam das östlich von Cieszyn gelegene Kleinpolen als Königreich Galizien an die Habsburger, womit Cieszyn seine Randlage in der Habsburgermonarchie verlor und zentral zwischen Wien und Krakau lag. Am 13. Mai 1779 wurde in Teschen zwischen Maria Theresia und Friedrich II. der Friede von Teschen geschlossen, der den Bayerischen Erbfolgekrieg beendete. Teschen besaß die einzige offiziell anerkannte evangelische Kirchengemeinde in Österreich, geleitet von einem Konsistorium. Die Jesus-Schule wurde zum Gymnasium erhoben. Der Einfluss der Teschener Gnadenkirche erstreckte sich auf den Geheimprotestantismus in ganz Österreich. Die Kirche gilt bis heute als die Mutterkirche der Diözese Cieszyn, die, obwohl sie ihren Sitz in Bielsko-Biała hat, nach der Stadt Teschen benannt ist. 1790 gab es nur 181 Lutheraner in Teschen (6,7 % der Stadtbewohner); aber die Pfarrei umfasste um 6000 überwiegend polnischsprachige Bauern in den benachbarten Dörfern.
Die Zahl der Juden stieg schrittweise nach dem Toleranzpatent von 1713 und 1781. Im 18. Jahrhundert wurde der weitreichende Handel in Teschen von italienischen Kaufleuten fast monopolisiert.
Von 1766 bis 1822 war der Schwiegersohn Maria Theresias, Prinz Albert von Sachsen, unter dem Titel Herzog von Sachsen und Teschen Regent in der Stadt. In der Stammliste des Hauses Habsburg-Lothringen bildete nun die „Feldherrenlinie“ bis ins 20. Jahrhundert einen wichtigen Zweig; ihre Vertreter nannten sich Erzherzöge von Österreich-Teschen. Im späten 18. Jahrhundert begann die deutsche Kultur in der Stadt wieder zu dominieren, unter anderem dank der neuen Bildungspolitik, die in Teschen auf Deutsch eingeführt wurde. Ab dem frühen 19. Jahrhundert waren die Stadtbewohner überwiegend deutschsprachig oder zweisprachig, da viele von ihnen, die slawischer Herkunft waren, sich die deutsche Sprache angeeignet hatten.
Nach der Niederlage Österreichs gegen Napoleon in der Schlacht von Austerlitz 1805 hatte die Wiener Regierung vorübergehend ihren Sitz in Teschen. Herzog Karl ließ weite Teile der Ruine der Burg Teschen abtragen und errichtete ab 1838 das Jagdschloss, den Burgpark und die Schlossbrauerei Cieszyn auf dem Burgberg. Kaiser Franz Joseph I. hielt sich zwischen 1851 und 1906 mehrmals in der Stadt auf. Im Zuge der Industrialisierung des 19. Jahrhunderts entstanden auch in Teschen mehrere Fabriken, vor allem Textil- und Holzindustrie. Die Stadt wurde zum Eisenbahnknotenpunkt der Nordbahnlinie Kojetein–Bielitz und der Kaschau-Oderberger Bahn. Danach lebte in Teschen eine bedeutende Gesellschaft von Magyaren.
1783 erhielt Teschen die Kreishauptmannschaft des Teschner Kreises. Mit der österreichischen Verfassungsreform von 1849 wurde es Sitz einer Bezirkshauptmannschaft und eines Kreisgerichtes im wiederhergestellten Kronland Österreichisch-Schlesien und 1872 in der Amtszeit des Breslauer Weihbischofs Franz Sniegon Sitz des Generalvikariats des Bistums Breslau in Österreich-Ungarn, das bis 1918 bestehen blieb.
Nach der Revolution von 1848/1849 im Kaisertum Österreich war die Stadt politisch von deutschen National-Liberalen (Johann Demel, Theodor Karl Haase) geprägt. Die beliebteste Zeitung war Silesia.
1880 hatte Teschen 13.004 Einwohner. Es war eine sprachlich wie konfessionell gemischte Stadt. Die Volkszählung 1910 ergab eine Einwohnerzahl von 22.489; davon war eine Mehrheit von 62 % oder 13.254 Personen deutschsprachig, 6.832 waren polnischsprachig und weitere 1.437 gebrauchten Böhmisch/Mährisch als Umgangssprache. 15.138 Einwohner waren katholisch, 5.137 evangelisch-lutherisch sowie 37 reformiert und weitere 2.112 jüdischen Glaubens.
1895 wurde in Teschen die erste polnische private Mittelschule in ganz Schlesien von der Macierz Szkolna dla Księstwa Cieszyńskiego eröffnet.

### Erster Weltkrieg
Im Ersten Weltkrieg wurde das vom Kaiser eigens für den Krieg gebildete Armeeoberkommando unter Erzherzog Friedrich von Österreich-Teschen, die Befehlszentrale aller österreichisch-ungarischen Streitkräfte, im Sommer 1914 in Teschen eingerichtet. Ende November 1916 übersiedelte es unter dem neuen Kaiser Karl I., da sich der Schwerpunkt der Kämpfe mittlerweile in den Süden der Doppelmonarchie verlagert hatte, auf das Schloss Weilburg, einen Besitz Friedrichs in Baden bei Wien.
Am deutschen Volkstag in Teschen im Mai 1918 wurden die Teschener Deutschen von dem Advokaten Riehl, der aus Wien stammte, belehrt und als „national unzuverlässig“ beschrieben, im Gegensatz zu den Deutschen aus der Bielitz-Bialaer Sprachinsel, die am Volkstag möglicherweise die Mehrheit der rund 5000 Teilnehmer darstellten.
Im späten Mai 1918 wurde in Teschen der Deutsche Volksrat für Ostschlesien gegründet, eine Union deutscher Parteien im Gebiet. Am aktivsten waren darin die Politiker aus Bielitz, aber der Rat wurde auch von der Teschener Stadtverwaltung einhellig unterstützt. Er strebte den Verbleib bei Österreich, und falls das nicht möglich wäre, den Anschluss an Deutschland an. Im Oktober 1918 verhinderte die Stadtverwaltung die Machtübernahme in der Stadt durch den Rada Narodowa Księstwa Cieszyńskiego ([polnischer] Nationalrat des Herzogtums Teschen, RNKC); am 25. Oktober deklarierte sie Autonomie und den Anschluss an Deutschösterreich. Am 5. November 1918 verständigten sich der RNKC und das tschechische Gebietskomitee (Zemský národní výbor, ZNV) darauf, dass Teschen an Polen fallen sollte, und zwar ohne Rücksicht auf die Deutschen und die gegen die polnische Nationalbewegung eingestellten Schlonsaken (siehe Józef Kożdoń).

### Zweite Polnische Republik
Als am Ende des Ersten Weltkriegs die am 28. Oktober 1918 ausgerufene souveräne Tschechoslowakei entstand, geriet Teschen zwischen die Fronten des Polnisch-Tschechoslowakischen Grenzkriegs. Beide Länder beanspruchten die wirtschaftlich starke Region, ohne dass im Herbst 1919 im Vertrag von Saint-Germain dazu eine Regelung geschaffen wurde. Obwohl die polnische Regierung bereits die Sejmwahlen auch für die Stadt Teschen ausgeschrieben hatte, marschierten tschechische Soldaten am 23. Januar 1919 in Teschen ein, was auf beiden Seiten mehrere Tote zur Folge hatte.
Erst ein Schiedsspruch der Siegermächte beendete im Juli 1920 den Konflikt. Die Stadt Teschen wurde entlang der Olsa geteilt; die Altstadt mit dem historischen Burgberg kam zu Polen, die Tschechoslowakei musste sich mit der westlich gelegenen Vorstadt mit dem Bahnhof an der für sie wichtigen Kaschau-Oderberger Bahn begnügen. Der polnische Teil, Cieszyn, wurde in die Autonome Woiwodschaft Schlesien mit der Hauptstadt Kattowitz eingegliedert.
Im Jahr 1921 hatte Cieszyn 15.268 Einwohner, davon 9.241 (60,5 %) Polen, 4.777 (31,2 %) Deutsche, 1.014 (6,6 %) Juden, 195 (1,3 %) Tschechen. 1931 hatte die Stadt 14.707 Einwohner, davon 12.145 (82,7 %) Polen, etwa 12 % Deutsche und etwa 8 % Juden.

### Zweiter Weltkrieg
Das Münchner Abkommen von 1938 nahm Polen zum Anlass, am 2. Oktober 1938 den westlich der Olsa gelegenen Teil des Teschener Landes zu besetzen. Damit wurde die geteilte Stadt wieder vereinigt und zum Verwaltungssitz des neugebildeten polnischen Landkreises Cieszyn (Powiat cieszyński) bestimmt. Allerdings dauerte die polnische Herrschaft nur elf Monate; denn beim Überfall auf Polen zu Beginn des Zweiten Weltkrieges besetzte die deutsche Wehrmacht im September 1939 den Teschener Kreis. Am 26. Oktober 1939 wurde die nun wieder Teschen genannte Stadt Kreisstadt des deutschen Landkreises Teschen. Im Frühjahr 1945 wurde der Landkreis von der Roten Armee besetzt. Noch im selben Jahr stellte die sowjetische  Besatzungsmacht gemäß dem Potsdamer Abkommen die Teilung der Stadt in einen tschechisch und einen polnisch verwalteten Teil wieder her. Die einheimischen deutschsprachigen Einwohner wurden unter Gewaltandrohung vertrieben.

### Volksrepublik Polen
In der Volksrepublik Polen entstanden in Cieszyn zahlreiche Fabrikanlagen, unter anderem die „Olza“, Fabryka Maszyn Elektrycznych EMA-Celma, Zakłady Przemysłu Dziewiarskiego Juvenia, Zakłady Doświadczalne Telemechaniki Górniczej Elektrometal, Polifarb Cieszyn, FACH, Cefana, Wytwórnia Naczyń Stołowych Polwid, Zakłady Sprzętu Elektrogrzejnego Termika, Zampol. Gleichwohl wurde Bielsko-Biała zum industriellen und administrativen Zentrum der Region. Von 1975 bis 1998 lag Cieszyn in der Woiwodschaft Bielsko-Biała. Der Grenzübergang bei Cieszyn war der größte an der polnisch-tschechoslowakischen Grenze.

### Dritte Polnische Republik
Seit 1998 ist Cieszyn Hauptstadt der Euroregion Teschener Schlesien. Polen und Tschechien traten 2007 dem Schengener Abkommen bei, womit die Grenzkontrollstellen an den Olsabrücken entfielen. 2010 feierte die Stadt ihr 1200-jähriges Jubiläum. Sie ist landesweit insbesondere aus kulinarischen Gründen als eine Stadt mit langer Brautradition sowie als Produktionsort für Süßigkeiten bekannt. Sie wird mit der Biermarke Brackie und der in Cieszyn seit 1952 hergestellten und über Polen hinaus bekannten Schokoladenwaffel Prince Polo assoziiert.
2014 wurde Cieszyn und 2015 Český Těšín der Ehrentitel „Reformationsstadt Europas“ durch die Gemeinschaft Evangelischer Kirchen in Europa verliehen.

### Eingemeindungen
Im Laufe des 20. Jahrhunderts wurden folgende Ortschaften als Stadtteile eingemeindet:
- 1923: Błogocice (Blogotitz)
- 1932: Bobrek
- 1973: Boguszowice (Boguschowitz), Kalembice (Kalembitz), Krasna, Mnisztwo (Mönichhof), Pastwiska (Pastwisk)
- 1977: Marklowice (Marklowitz)

### Demographie
| Jahr | Einwohner | Anmerkungen |
| ---- | --------- | --- |
| 1790 | 02.700    | darunter 181 Lutheraner |
| 1820 | 04.239    | [ 14 ] |
| 1840 | 06.700    | in 610 Häusern |
| 1860 | 08.700    | [ 16 ] |
| 1872 | 09.779    | [ 17 ] |
| 1880 | 13.004    | am 31. Dezember, einschließlich der Vorstädte, ohne das Militär und die in der Stadt anwesenden Schüler von auswärts |
| 1900 | 18.581    | vorwiegend deutsche und katholische Einwohner |
| 1910 | 22.489    | davon eine Mehrheit von 62 % oder 13.254 Personen deutschsprachig, 6.832 polnischsprachig und weitere 1.437 gebrauchten Böhmisch/Mährisch als Umgangssprache; 15.138 Einwohner waren katholisch, 5.137 evangelisch-lutherisch sowie 37 reformiert und weitere 2.112 jüdischen Glaubens |
| 1921 | 15.268    | davon 9.241 (60,5 %) Polen, 4.777 (31,2 %) Deutsche, 1.014 (6,6 %) Juden, 195 (1,3 %) Tschechen |
| 1931 | 14.707    | davon 12.145 (82,7 %) Polen, etwa 12 % Deutsche und etwa 8 % Juden |

| Jahr | Einwohner | Anmerkungen                                     |
| ---- | --------- | ----------------------------------------------- |
| 2005 | 37.700    | ohne die 26.000 Einwohner im tschechischen Teil |
| 2020 | 33.981    | am 31. Dezember                                 |

### Historische Ansichten

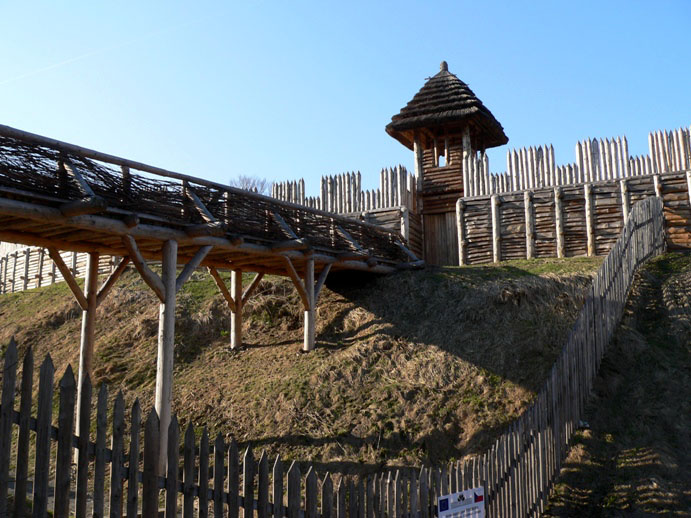
Rekonstruktion von Alt-Teschen
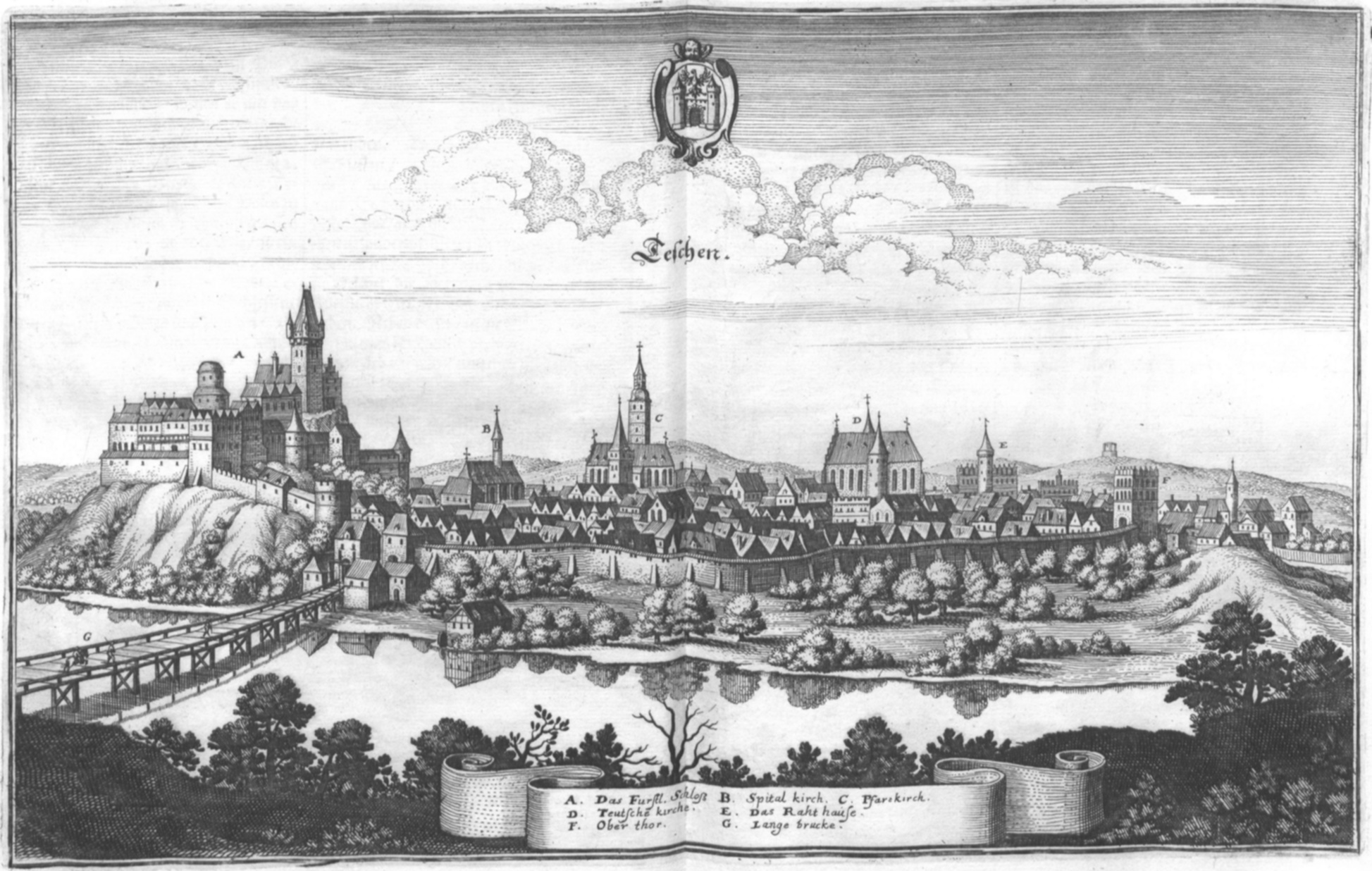
Teschen um 1640 nach Merian
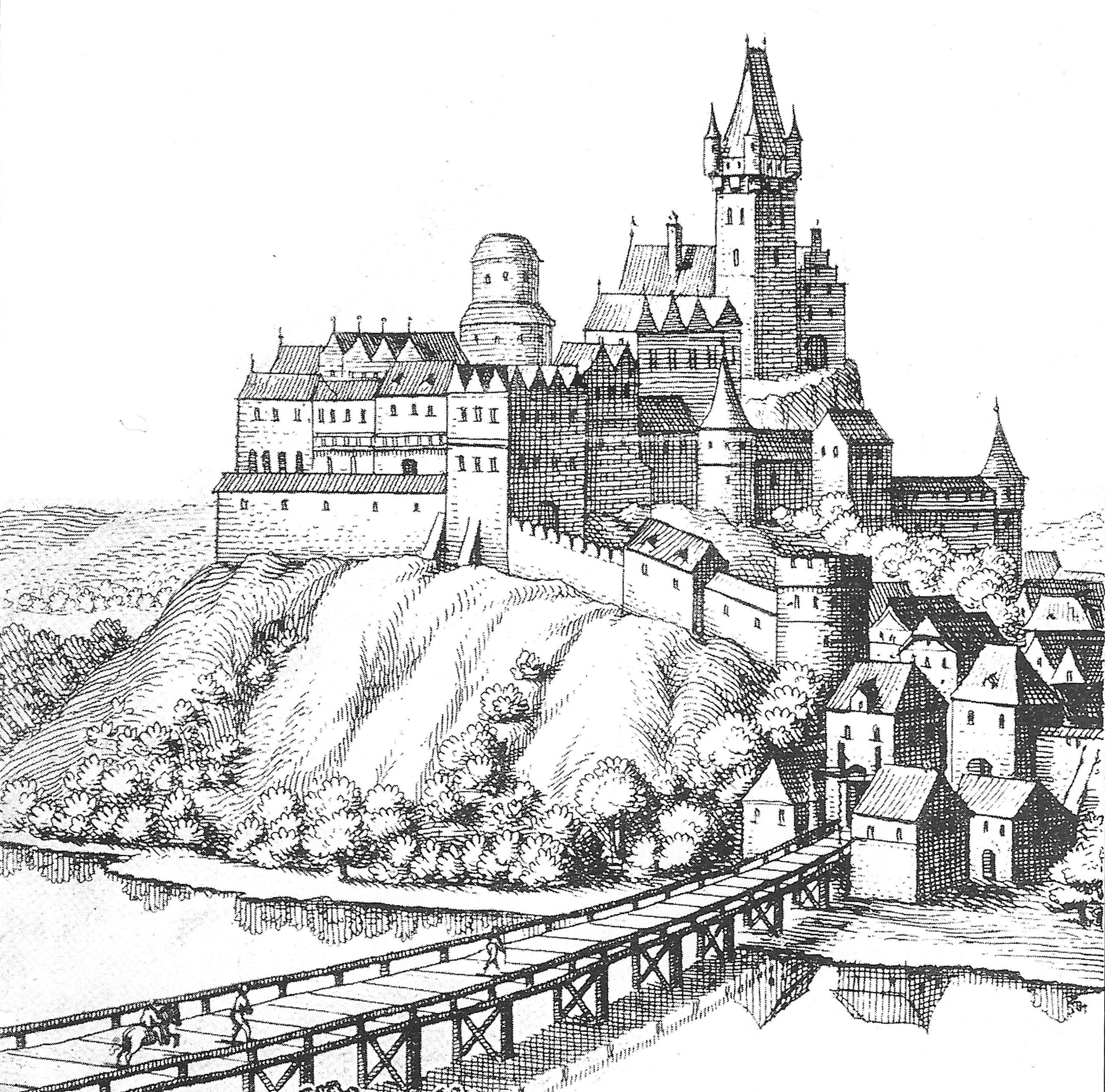
Burg Teschen um 1650
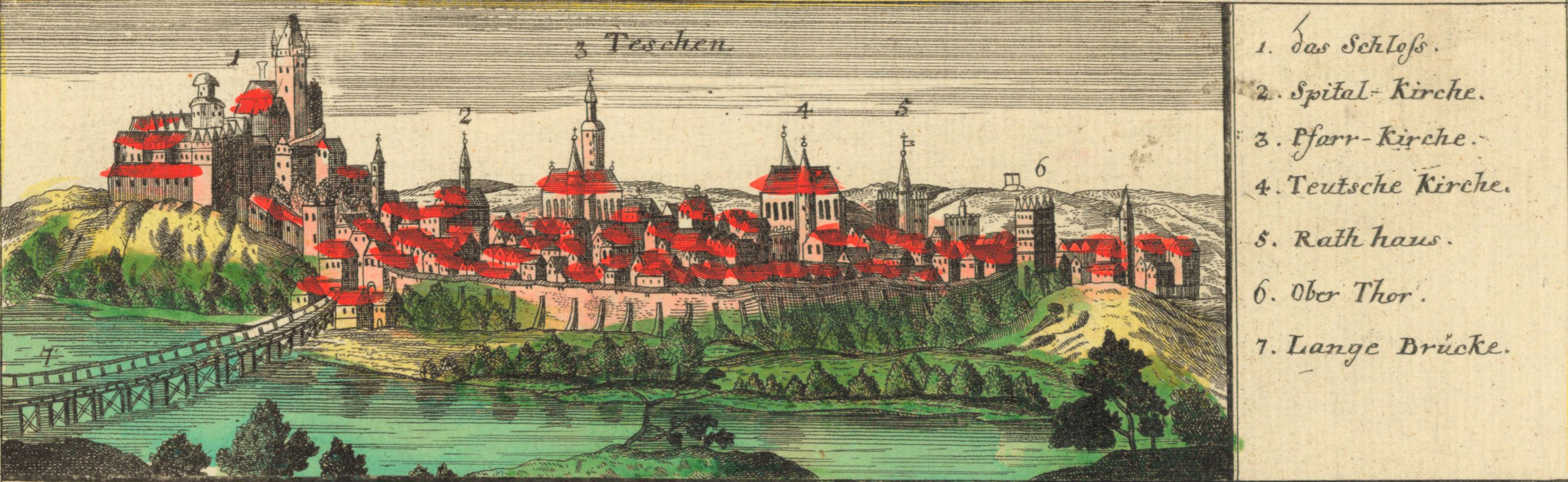
Teschen um 1700
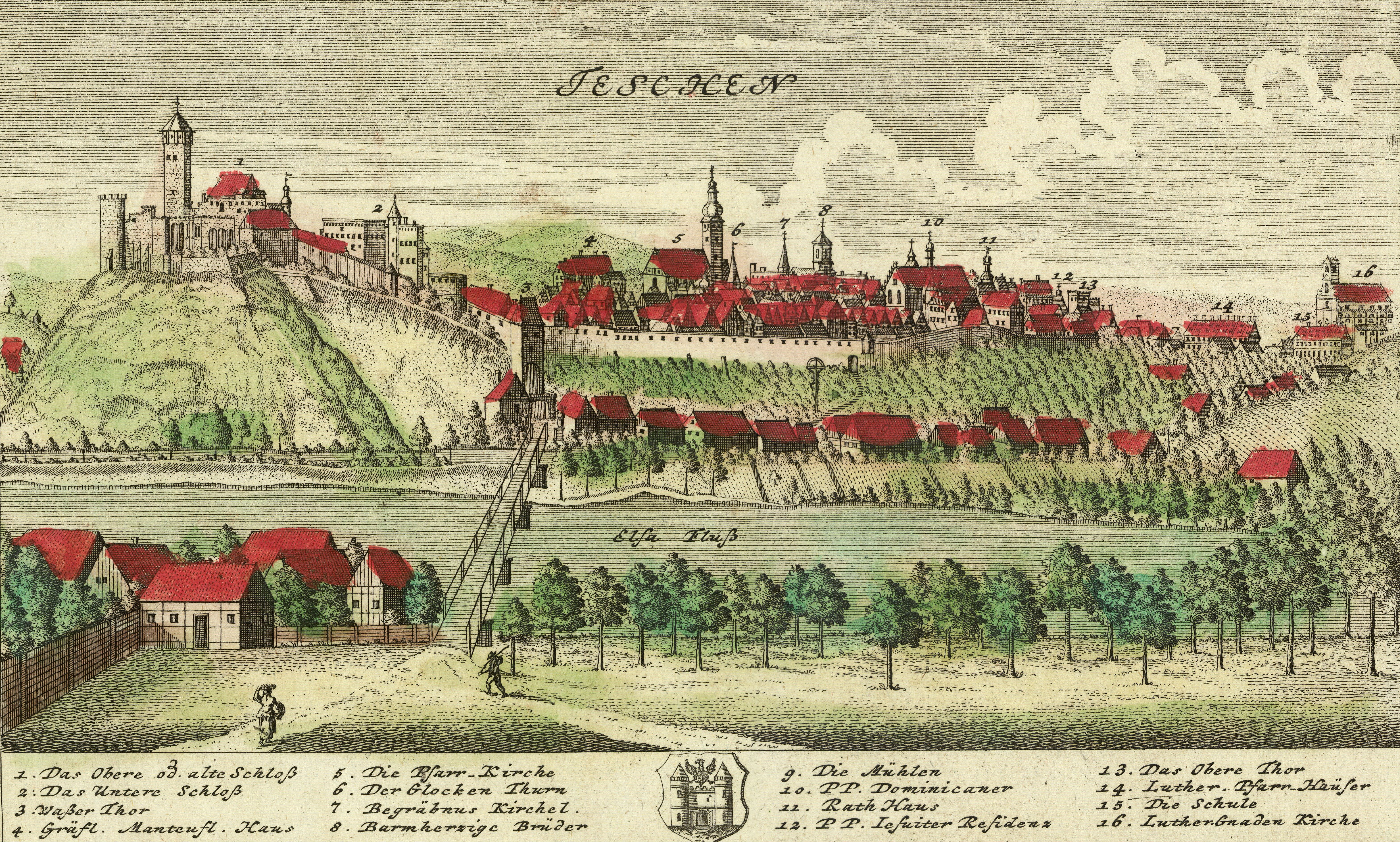
Teschen 1738
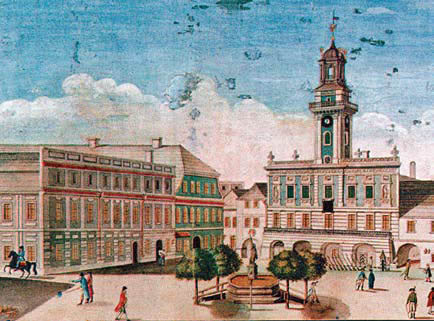
Teschen 1802
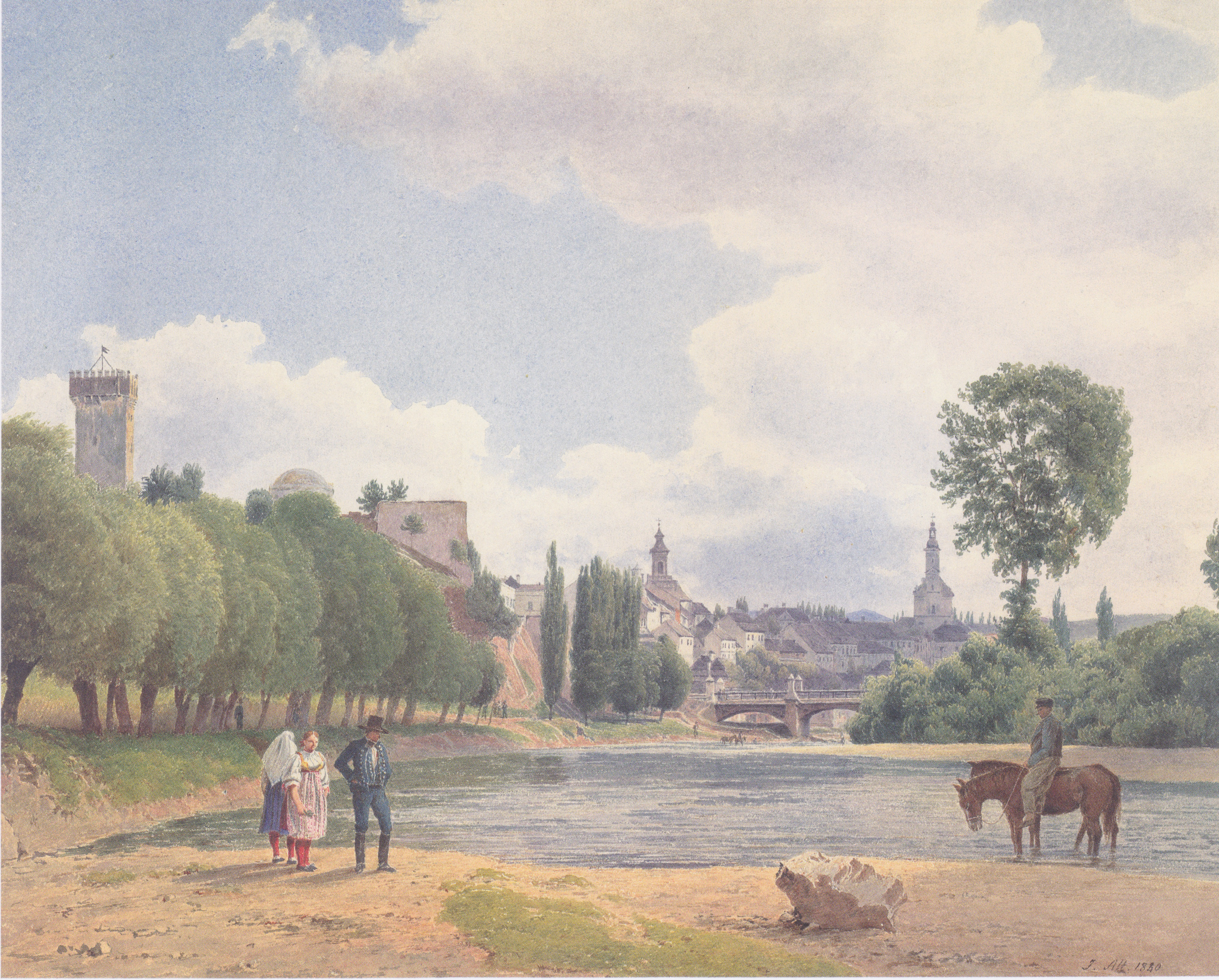
Teschen 1840
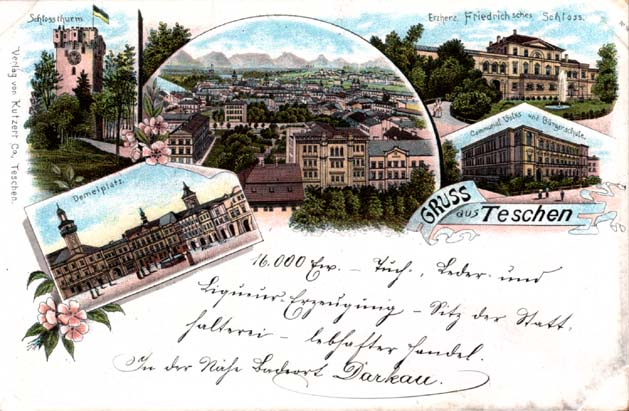
Teschen 1900
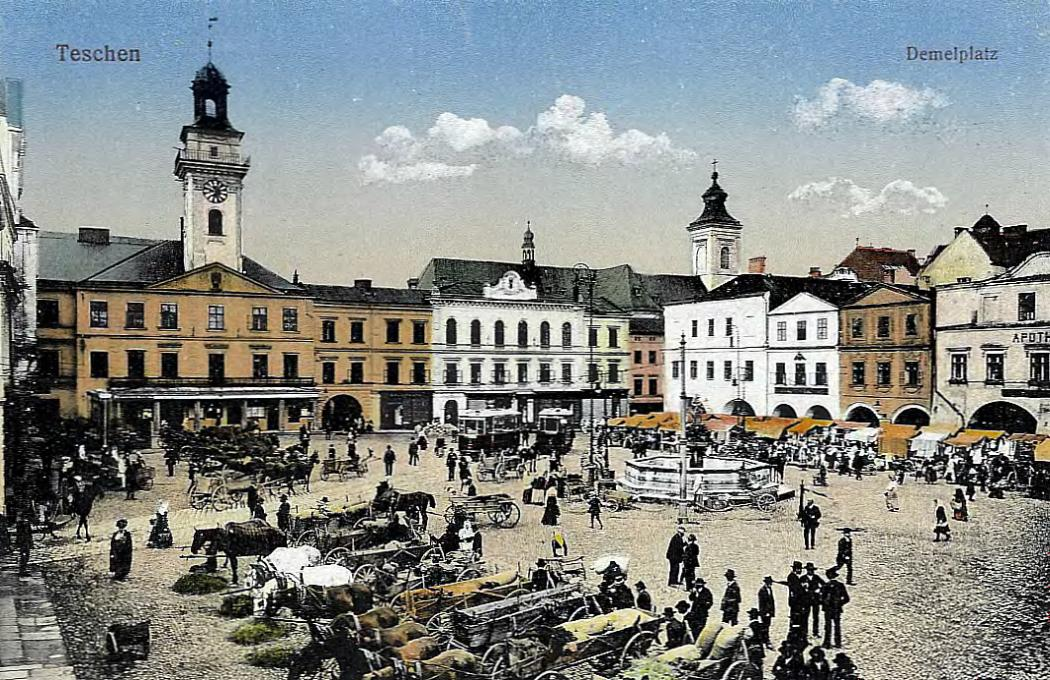
Teschen 1917

## Politik

### Bürgermeister
An der Spitze der Verwaltung steht der Bürgermeister. Seit 2014 war dies Ryszard Macura, der 2018 von Gabriela Staszkiewicz abgelöst wurde. Die turnusmäßige Wahl im April 2024 brachte folgendes Ergebnis:
- Gabriela Staszkiewicz (Wahlkomitee „Soziale Bewegung Cieszyn“) 44,6 % der Stimmen
- Joanna Wowrzeczka (Wahlkomitee „Siła“) 28,2 % der Stimmen
- Janusz Mendera (Wahlkomitee „Macht Cieszyn neu“) 27,2 % der Stimmen

In der damit erforderlichen Stichwahl wurde Amtsinhaberin Staszkiewicz mit 57,2 % der Stimmen gegen Wowrzeczka für eine zweite Amtszeit wiedergewählt.
Die turnusmäßige Wahl im Oktober 2018 brachte folgendes Ergebnis:
- Ryszard Macura (Wahlkomitee „Lokale Verwaltungsaktion“) 35,7 % der Stimmen
- Gabriela Staszkiewicz (Wahlkomitee „Soziale Bewegung Cieszyn“) 33,5 % der Stimmen
- Joanna Wowrzeczka (Wahlkomitee „Siła“) 19,5 % der Stimmen
- Krzysztof Herok (Wählervereinigung „Krzysztof Herok – lokale Verwaltung“) 6,9 % der Stimmen
- Übrige 4,4 % der Stimmen

In der damit erforderlichen Stichwahl wurde Staszkiewicz, die Zweitplatzierte des ersten Wahlgangs, mit 56,0 % der Stimmen gegen Amtsinhaber Macura zur neuen Bürgermeisterin gewählt.

### Stadtrat
Der Stadtrat von Cieszyn besteht aus 21 Mitgliedern. Die Wahl 2024 führte zu folgendem Ergebnis:
- Wahlkomitee „Soziale Bewegung Cieszyn“ 39,8 % der Stimmen, 10 Sitze
- Wahlkomitee „Siła“ 24,8 % der Stimmen, 6 Sitze
- Prawo i Sprawiedliwość (PiS) 23,0 % der Stimmen, 4 Sitze
- Wahlkomitee „Macht Cieszyn neu“ 12,4 % der Stimmen, 1 Sitz

Die Wahl 2018 führte zu folgendem Ergebnis:
- Wahlkomitee „Soziale Bewegung Cieszyn“ 30,6 % der Stimmen, 8 Sitze
- Wahlkomitee „Lokale Verwaltungsaktion“ 20,4 % der Stimmen, 4 Sitze
- Prawo i Sprawiedliwość (PiS) 19,6 % der Stimmen, 4 Sitze
- Wählervereinigung „Krzysztof Herok – lokale Verwaltung“ 13,2 % der Stimmen, 2 Sitze
- Wahlkomitee „Siła“ 12,9 % der Stimmen, 3 Sitze
- Übrige 3,3 % der Stimmen, kein Sitze

## Religion

### Katholische Kirche
Die katholische Kirche ist in Cieszyn mit sieben Pfarreien vertreten, die zum Bistum Bielsko-Żywiec, einer Suffragandiözese des Erzbistums Krakau, gehören:
- Pfarrei Maria Magdalena
- Pfarrei St. Georg
- Pfarrei St. Elisabeth
- Pfarrei Maria
- Pfarrei Herz-Jesu
- Pfarrei Johannes des Täufers
- Pfarrei Göttliche Vorsehung

### Lutheraner
Die Stadt ist Namensgeber der Diözese Cieszyn, der flächenmäßig kleinsten der sechs Diözesen der Evangelisch-Augsburgischen (lutherischen) Kirche in Polen; Amtssitz ist jedoch Bielsko-Biała.
Cieszyn ist auch Standort der Evangelischen Gnadenkirche zum Namen Jesu (Jesuskirche), einer von ursprünglich sechs Schlesischen Gnadenkirchen, die 1707 durch die Gnade Kaiser Josephs I. im eigentlich katholischen Schlesien errichtet werden durften. Von den nur noch vier erhaltenen Kirchen wird die in Cieszyn als einzige auch noch nach 300 Jahren als evangelische Kirche genutzt.
In der Stadt befinden sich der Alte Evangelische Friedhof und der Evangelische Friedhof aus dem 19. Jahrhundert.

### Andere christliche Kirchen
Zudem sind in Teschen sieben weitere christliche Glaubensrichtungen vertreten:
- Baptisten
- Siebenten-Tags-Adventisten
- drei verschiedene Kirchen der Pfingstbewegung
- Brüderbewegung
- Zeugen Jehovas

### Judentum
In der Stadt befinden sich zwei jüdische Friedhöfe, der Alte Friedhof aus der Mitte des 17. Jahrhunderts und der Neue Friedhof aus dem Anfang des 20. Jahrhunderts.

## Verkehr

### Straßenverkehr
In Cieszyn beginnt die polnische Landesstraße 1, die bis Danzig führt (Teil der Europastraße 75), sowie die Schnellstraße S1, die bis Krakau führt. Die Woiwodschaftsstraße 938 führt von Cieszyn nach Pawłowice und ist die kürzeste Verbindung von Cieszyn ins Oberschlesische Industriegebiet. Gemeindestraßen führen nach Skoczów, Ustroń, Dębowciec und Leszna Górna. Aufgrund des immer stärkeren Pkw-Aufkommens in der Innenstadt wurde das Parken innerhalb der Innenstadt gebührenpflichtig gemacht.

### Öffentlicher Nahverkehr

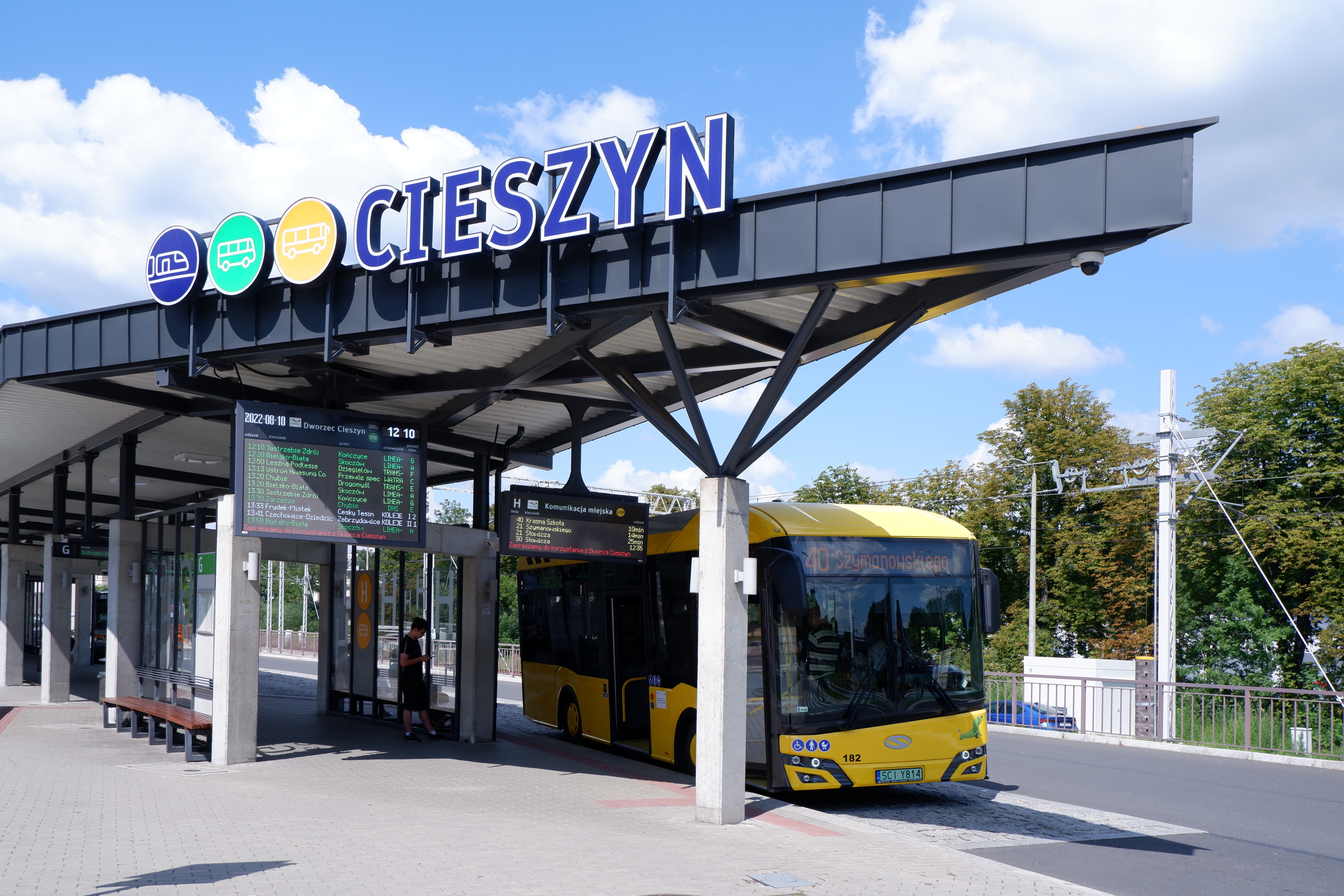
Busbahnhof

Die Straßenbahn Cieszyn verkehrte zwischen 1911 und 1921. Heute besteht ein Netz aus Stadtbusverbindungen, deren Knotenpunkt der Busbahnhof bildet, der an den linksseitig des Baches Bobrówka (dt. Bober) liegenden Bahnhof angeschlossenen ist. Die Verbindungen führen bis in die nahegelegenen Ortschaften, unter anderem nach Hażlach, Rudnik, Pogwizdów, Kaczyce, Zebrzydowice und Gumna.

### Omnibus
In Cieszyn sind zahlreiche private Busunternehmen tätig, die Verbindung in die nahegelegenen Kleinstädte und Dörfer sowie nach Krakau, Katowice, Krosno, Bielsko-Biała, Jastrzębie-Zdrój, Gliwice und Breslau anbieten.

### Eisenbahn
Teschen erhielt 1869 einen Bahnhof an der Kaschau-Oderberger Bahn, der heute auf tschechischem Staatsgebiet liegt. Durch den Bau der Mährisch-Schlesischen Städtebahn mit einem zweiten, 1888 fertiggestellten Bahnhof (Teschen-Boberthal) im heute polnischen Cieszyn wurde Teschen zum Eisenbahnknoten.

## Sport
In Cieszyn gibt es zahlreiche Sportvereine, von denen die traditionsreichsten sind/waren:
- Gymnastikgesellschaft Sokół von 1891
- Sportclub Piast Cieszyn von 1909

Während der Europäischen Olympischen Winter-Jugendfestivals 2009 fanden in der Multifunktionshalle in Cieszyn die Wettbewerbe im Eiskunstlauf statt.

## Naturschutz
In Cieszyn nehmen die Grünflächen 23 % des Stadtgebiets ein, Wälder entsprechen 7 %. Der Baumbestand ist selbst im Zentrum relativ dicht. Im Stadtgebiet befinden sich drei Naturreservate:
- Naturreservat Lasek Miejski nad Puńcówką
- Naturreservat Lasek Miejski nad Olzą
- Naturreservat Kopce

## Bildung
In Cieszyn gibt es neun Grundschulen, fünf Gymnasien, zehn Lyceen bzw. andere weiterführende Schulen der Oberstufe sowie eine Hochschule und zwei Filialen der Schlesischen Universität mit Hauptsitz in Katowice.

## Tourismus

### Sehenswürdigkeiten

#### Burgberg
- Burgberg der Burg Teschen (ab 1654 Sitz der herzoglichen Domänenverwaltung, der sogenannten „Teschener Kammer“) mit:
  - der romanischen Rotunde St. Nikolaus und St. Wenzel aus dem 11. Jahrhundert[24]
  - dem gotischen Bergfried aus dem 13. Jahrhundert
  - dem gotischen Piastenturm aus dem 14. Jahrhundert
  - dem klassizistischen Jagdschloss (Sommerresidenz der Habsburger, Architekt: Joseph Kornhäusel, 1838–1840, im Stil des Wiener Klassizismus)
  - der Schlossbrauerei aus dem 19. Jahrhundert (Entwurf: J. Kornhäusel)

#### Altstadt
- Marktplatz
  - Rathaus (Entwurf: A. Kment, 1844),
  - Bürgerhäuser am Marktplatz
  - Hotel „Zum Braunen Hirsch“ (im Wiener Jugendstil nach Plänen von K. Köhler, 1912)
  - Floriansbrunnen am Marktplatz
- die gotisch-barocke Pfarrkirche St. Maria Magdalena am plac Dominikański, ehemalige Dominikanerkirche, aus dem 13. Jahrhundert, nach Brand im 18. Jahrhundert barocker Wiederaufbau, Grabeskirche der Schlesischen Piasten mit Sarkophag des Teschener Herzogs Przemysław Noszak
- die gotische Kirche St. Georg aus dem 14. Jahrhundert, ursprünglich eine Kapelle
- das barocke Kloster der Barmherzigen Brüder und die Kirche Mariä Himmelfahrt, erbaut in den Jahren 1697–1714, im Jahre 1788 umgebaut
- Renaissance Kirche der Dreifaltigkeit am plac Londzina, Spätrenaissancebau von 1594 mit neugotischem Turm von 1864
- Heiligkreuz-Kirche an der ulica Szersznika, ursprünglich eine Kapelle der Jesuiten und herzogliche Kapelle, mit Statuen des heiligen Joseph und des heiligen Ignatius von Loyola aus der Mitte des 19. Jahrhunderts, neben dem ehemaligen Franziskanerkloster aus dem 18. Jahrhundert
- Dreibrüder-Brunnen an der ulica Trzech Braci, aus dem 19. Jahrhundert (erinnert an die legendären Gründer der Stadt, die Brüder Leszko, Bolko und Cieszko)
- Adam-Mickiewicz-Theater am plac Teatralny, Wiener Jugendstil aus dem frühen 20. Jahrhundert
- Museum des Teschener Schlesien im Larisch-Palast von 1796 an der ulica Regera, mit der gotischen Skulptur der „Teschener Madonna“ (etwa 1375 aus der Werkstatt von Peter Parler)
- Bürgerhäuser in der Teschener Altstadt

#### Kirchenplatz
- Plac Kościelny, Zentrum der Teschener evangelischen Gemeinde (1653–1709 waren ihre Aktivitäten verboten); hier liegen
  - die spätbarocke Kirche Jesu am plac Kościelny, Evangelisch-Augsburger Bekenntnis, erbaut 1710–1722, Architekten: J. J. Hausrücker und J. Ried aus Troppau, Turm von 1750, Hauptaltar von J. Pratzker (1766) mit dem Abendmahlsbild von F. Oezer, die größte lutherische Kirche in Polen, für etwa 6000 Personen
  - die ehemalige evangelische Schule (sogenannte „Scheune“) von 1725
  - das ehemalige evangelische Gymnasium, neugotisch von 1869 („Alumneum“)
  - das Haus der Kirchengemeinde und das Pfarrhaus am Kirchenplatz

#### Zentrum
- Ehemaliger Provinziallandtag, vom Ende des 17. Jahrhunderts, für die Zusammenkünfte des Adels aus dem Herzogtum Teschen
- Gerichtsgebäude im Wiener Neobarock-Stil von 1905 (in der Halle Themis-Figur von Ernst Hegenbarth aus Wien)
- Postgebäude im Jugendstil nach einem Entwurf von M. Dalf von 1909
- Redoutensaal, im Jahr 1726 errichtet als Theater, jetzt Kino
- Allgemeines Krankenhaus der evangelischen Gemeinde Teschen („Schlesisches Krankenhaus“, gegründet 1892, Architekt Waldemar Osterloff)
- Kloster und Krankenhaus der Schwestern der heiligen Elisabeth an der ulica Liburnia, errichtet 1900–1903
- Kloster der Borromäerinnen, jetzt Heil- und Pflegeanstalt
- Häuser am Olsa-Kanal, genannt „Teschener Venedig“
- Ehemalige herzogliche Münzstätte am plac Teatralny, jetzt Sitz der Teschener Bibliothek
- Gebäude am Obertor aus dem 19./20. Jahrhundert

#### Friedhöfe
- Alter jüdischer Friedhof an der ulica Hażlaska aus der Mitte des 17. Jahrhunderts
- Neuer jüdischer Friedhof an der ulica Hażlaska seit 1907
- Alter Evangelischer Friedhof an der Jesuskirche, plac Kościelny
- Evangelischer Friedhof an der ul. Bielska seit 1887
- Kommunaler Friedhof an der ul. Katowicka von 1891
- Soldatenfriedhof aus dem Ersten Weltkrieg

### Touristenstraße
Die Stadt ist Ausgangspunkt der Touristenstraße Via Ducalis.

### Wanderwege
Durch das Stadtgebiet verlaufen sechs markierte Wander- und Spazierwege.

### Fernradwege
Durch Teschen verlaufen vier markierte Fernradwege.

## Persönlichkeiten

### Söhne und Töchter der Stadt
- Jiří Třanovský (1592–1637), Hymnendichter und Komponist
- Ludwik Antoni Brygierski (1682–1737), Maler
- Joseph Balthasar von Wilczek (1710–1787), Kaiserlicher Kämmerer, Feldzeugmeister und Oberst-Kriegskommissar
- Georg Friedrich Cardinal von Widdern (1721–1804), Jurist und Bürgermeister von Köpenick
- Vinzenz Billig (1777–1832), Apostolischer Feldvikar
- Carl Friedrich Kotschy (1789–1856), Botaniker und Theologe
- Gustav von Schaubert (1801–1876), deutscher Jurist und Politiker
- Franz Sniegon (1809–1891), erster Weihbischof des österreichischen Teils des Bistums Breslau
- Johann Heinrich Schramm (1810–1865), Maler
- Erhard Hartung von Hartungen (1819–1893), österreichischer Arzt und Homöopath
- Burghard Josef Barth von Wehrenalp (1821–1894), Jurist, Hof- und Gerichtsadvokat und Alpenvereins-Funktionär
- Johann Demel (1825–1892), österreichischer Jurist und Politiker
- Ludwig Karl Moser (1845–1918), österreichischer Lehrer und Höhlenforscher
- Hugo Schenk (1849–1884), österreichischer Hochstapler und Serienmörder
- Leo Kadrnozka (1872–1922), Ingenieur für Maschinenbau und Elektrotechnik
- Karl Koblischek (1878–1953), Architekt
- Rudolf Ramek (1881–1941), österreichischer Politiker
- Hermann Heller (1891–1933), Jurist und Staatsrechtslehrer
- Hugo Schwendenwein (1891–1954), österreichischer Schulinspektor und Politiker
- Viktor Ullmann (1898–1944), Komponist, Dirigent und Pianist
- Max Rostal (1905–1991), Violinist und Pädagoge
- Stanisław Golachowski (1907–1951), Musikwissenschaftler und -pädagoge
- Herbert Czaja (1914–1997), deutscher Politiker (CDU, MdB), Vorsitzender des Bundes der Vertriebenen
- Karol Stryja (1915–1998), Dirigent
- Richard Pipes (1923–2018), US-amerikanischer Historiker
- Kurt Weber (1928–2015), Kameramann
- Roman Berger (1930–2020), slowakischer Komponist, Musikpädagoge und -wissenschaftler
- Inge Mahn (1943–2023), deutsche Bildhauerin, Professorin
- Jerzy Kronhold (1946–2022), Lyriker und Diplomat
- Jerzy Wałga (* 1946), Büchsenmacher und Kommunalpolitiker
- Tadeusz Kusy OFM (1951–2024), polnischer Ordensgeistlicher, Bischof von Kaga-Bandoro
- Jerzy Samiec (* 1963), Bischof der Evangelisch-Augsburgischen Kirche in Polen
- Maksym Adam Kopiec OFM (* 1971), Theologe
- Sonia Bohosiewicz (* 1975), Schauspielerin
- Sławomir Kohut (* 1977), Radrennfahrer
- Magdalena Gwizdoń (* 1979), Biathletin
- Adam Mokrysz (* 1979), Unternehmer
- Ireneusz Jeleń (* 1981), Fußballspieler der polnischen Nationalmannschaft
- Rafał Skarbek-Malczewski (* 1982), Snowboarder
- Tomisław Tajner (* 1983), Skispringer
- Michał Ligocki (* 1985), Snowboarder
- Piotr Żyła (* 1987), Skispringer
- Adam Cieślar (* 1992), Nordischer Kombinierer
- Michał Haratyk (* 1992), Kugelstoßer
- Tomasz Byrt (* 1993), Skispringer
- Aleksander Zniszczoł (* 1994), Skispringer
- Paweł Wąsek (* 1999), Skispringer
- Magdalena Kobielusz (* 2000), Skilangläuferin
- Tomasz Pilch (* 2000), Skispringer
- Kamil Wałęga (* 2000), Eishockeyspieler
- Kacper Juroszek (* 2001), Skispringer
- Paulina Cieślar (* 2002), Skispringerin
- Małgorzata Ciężkowska (* 2004), Beachvolleyballspielerin

### Weitere Persönlichkeiten
- Johann Muthmann (1685–1747), Archidiakon in Teschen von 1709 bis 1730
- Johann Adam Steinmetz (1689–1762), von 1720 bis 1730 Leiter der Jesuschule
- Johann Traugott Bartelmus (1735–1809), erster evangelischer Superintendent von Mähren, Schlesien und Galizien
- Prinz Albert von Sachsen (1738–1822), Herzog von Teschen, Kunstsammler
- Erzherzog Karl von Österreich (1771–1847), Herzog von Teschen, Feldherr
- Ludwig Hohenegger (1807–1864), Geologe
- Erzherzog Albrecht von Österreich (1817–1895), Herzog von Teschen, Feldherr
- Paweł Stalmach (1824–1891), Gründer der polnischen Nationalbewegung des Teschener Schlesiens
- Theodor Haase (1834–1909), Theologe und Gründer des Allgemeinen Krankenhauses der evangelischen Gemeinde Teschen.
- Erzherzog Friedrich von Österreich (1856–1936), Herzog von Teschen, Feldherr und Oberkommandierender der k.u.k. Armee im Ersten Weltkrieg 1914–1916
- Karl Kulisz (Karol Kulisz; 1873–1940), von 1919 bis 1939 lutherischer Theologe und Superintendent in Teschen, NS-Opfer
- Gwido Langer (1894–1948), polnischer Oberst und Kryptoanalytiker, am 10. Dezember 2010 hierhin überführt und mit militärischen Ehren bestattet
- Hermann Joseph Hinterstoisser (1861–1932), österreichischer Chirurg, Leiter der Chirurgischen und Gynäkologischen Abteilung des Allgemeinen Krankenhauses der evangelischen Gemeinde.
- Julian Przyboś (1901–1970), polnischer Lyriker, lebte von 1927 bis 1939 in der Stadt
- Józef Londzin (1863–1929), polnischer römisch-katholischer Priester, Politiker, National- und Bildungsaktivist, Bürgermeister von Cieszyn, Abgeordneter des Österreichischen Abgeordnetenhauses und Sejms, Senator
- Jan Michejda (1853–1927), polnischer evangelischer Rechtsanwalt, Politiker, Nationalaktivist, Bürgermeister von Cieszyn (1922–1927)

## Partnerstädte
- Baltschik
- Cambrai
- Český Těšín
- Genk
- Puck
- Rožňava
- Teuva